# Spézet
Spézet [spezɛt] est une commune du département du Finistère, dans la région Bretagne, en France.

## Géographie
| Plonévez-du-Faou    | Landeleau , Cléden-Poher | Saint-Hernin |
| Châteauneuf-du-Faou | Spézet                   |              |
| Saint-Goazec        | Roudouallec              | Gourin       |

Spézet est une commune rurale du centre-est du Finistère, appartenant historiquement à la Cornouaille. La commune est délimitée à l'ouest et au nord par les cours d'eau canalisés de l'Aulne et de l'Hyères qui décrivent de larges méandres (canal de Nantes à Brest) et coulent vers 60 mètres d'altitude, tandis qu'à l'extrémité sud-est de son territoire se trouve le Roc'h Toullaëron qui, haut de 318 m (326 m selon l'IGN), constitue le point culminant des montagnes Noires, d'où un territoire communal en pente assez forte orientée vers le nord, avec un dénivelé d'environ 260 mètres entre le point le plus haut et le point le plus bas ; le col de Toullaeron, qui s'élève à 266 mètres d'altitude, est situé sur la route RD 17 qui mène à Gourin. Un autre sommet est l'éperon de Kudel, à 260 mètres d'altitude, où a été érigée une statue « Notre-Dame-des-Montagnes-Noires » par Vefa de Saint-Pierre, comtesse du domaine de Menez-Kamm, en 1913. Le bourg occupe une petite colline dont l'altitude avoisine les 110 mètres et est situé au nord-ouest du finage communal.
En dehors de l'Aulne, seuls de tout petits cours d'eau, affluents de sa rive gauche, irriguent le territoire de Spézet, les principaux étant le ruisseau de Bodizel dans la partie est, dont les sources se trouvent dans le bois de Toullaeron, le ruisseau du Krann dans la partie centrale, dont les sources se trouvent près de Plas Gwennn et le ruisseau de Pont Min dans la partie ouest, dont la source se trouve dans le bois de Koad Keinneg, et dont la majeure partie du lit fait tracé de la limite communale entre Spézet et Saint-Goazec.
Les communes limitrophes ont pour nom Saint-Hernin à l'est, Gourin au sud-est, Roudouallec au sud, Saint-Goazec au sud-ouest, Châteauneuf-du-Faou à l'ouest, Plonévez-du-Faou au nord-ouest et Landeleau et Cléden-Poher au nord.
Spézet est desservie par l'échangeur (Pont Trifin) de la RN 164, la quatre voies du Centre-Bretagne.
| - Localisation de Spézet sur une carte des communes du Finistère. - Carte de la commune de Spézet (tracé en orange de la limite communale). |

| - Carte topographique de la commune de Spézet. |

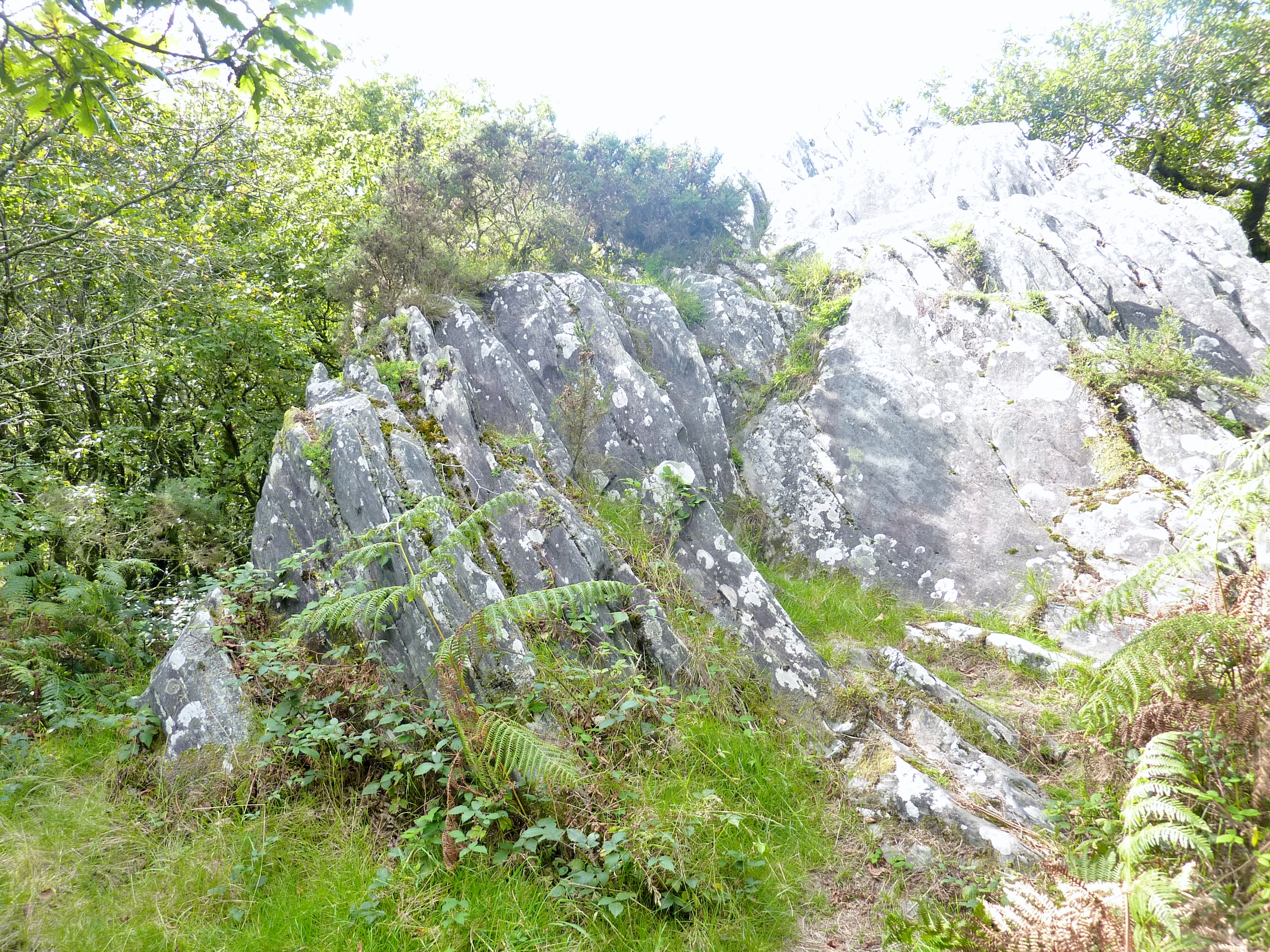
Le sommet du Roc'h Toullaeron, 326 mètres d'altitude, point culminant des montagnes Noires.
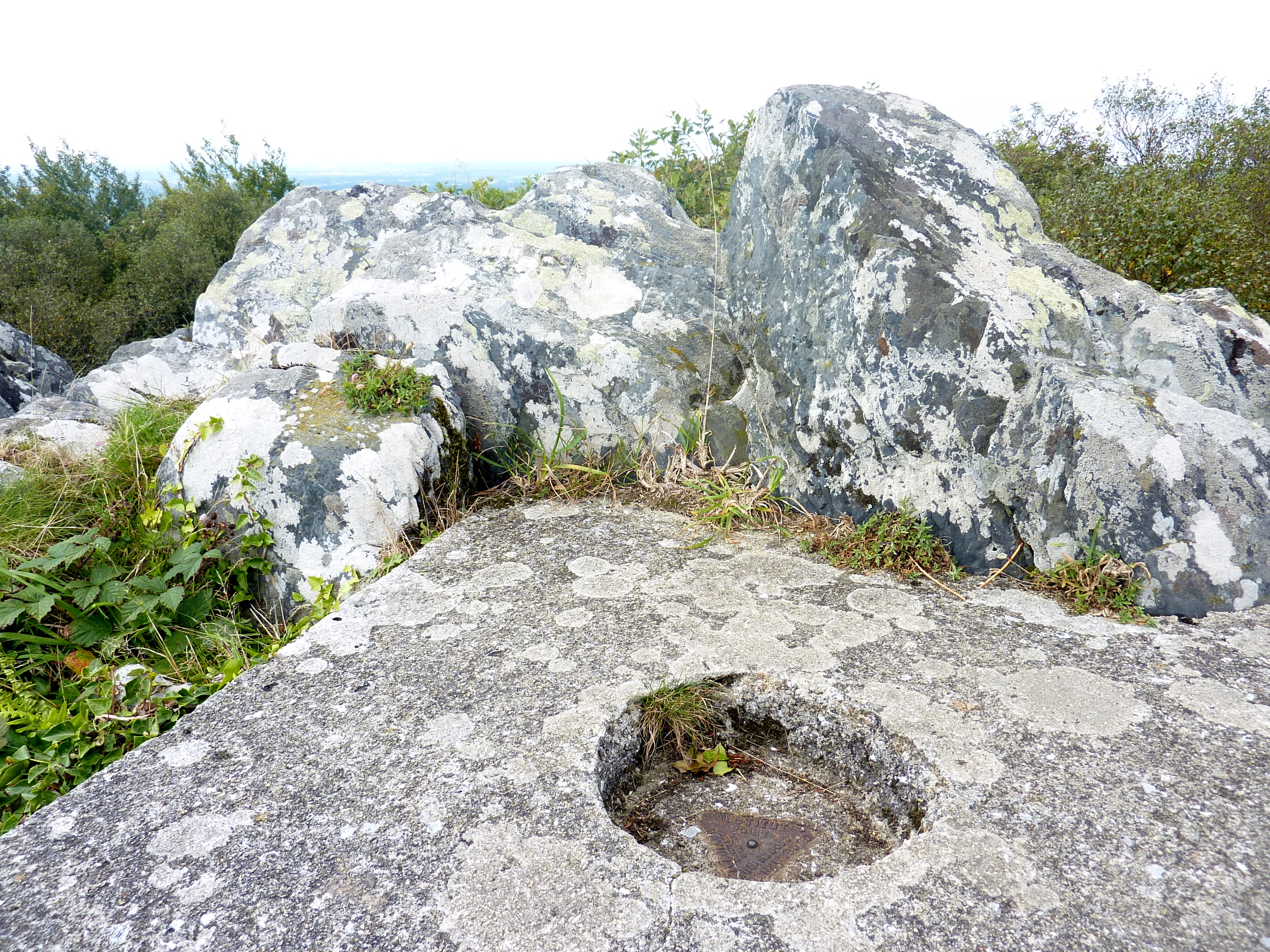
Le sommet du Roc'h Toullaeron en Spézet et la borne géodésique.
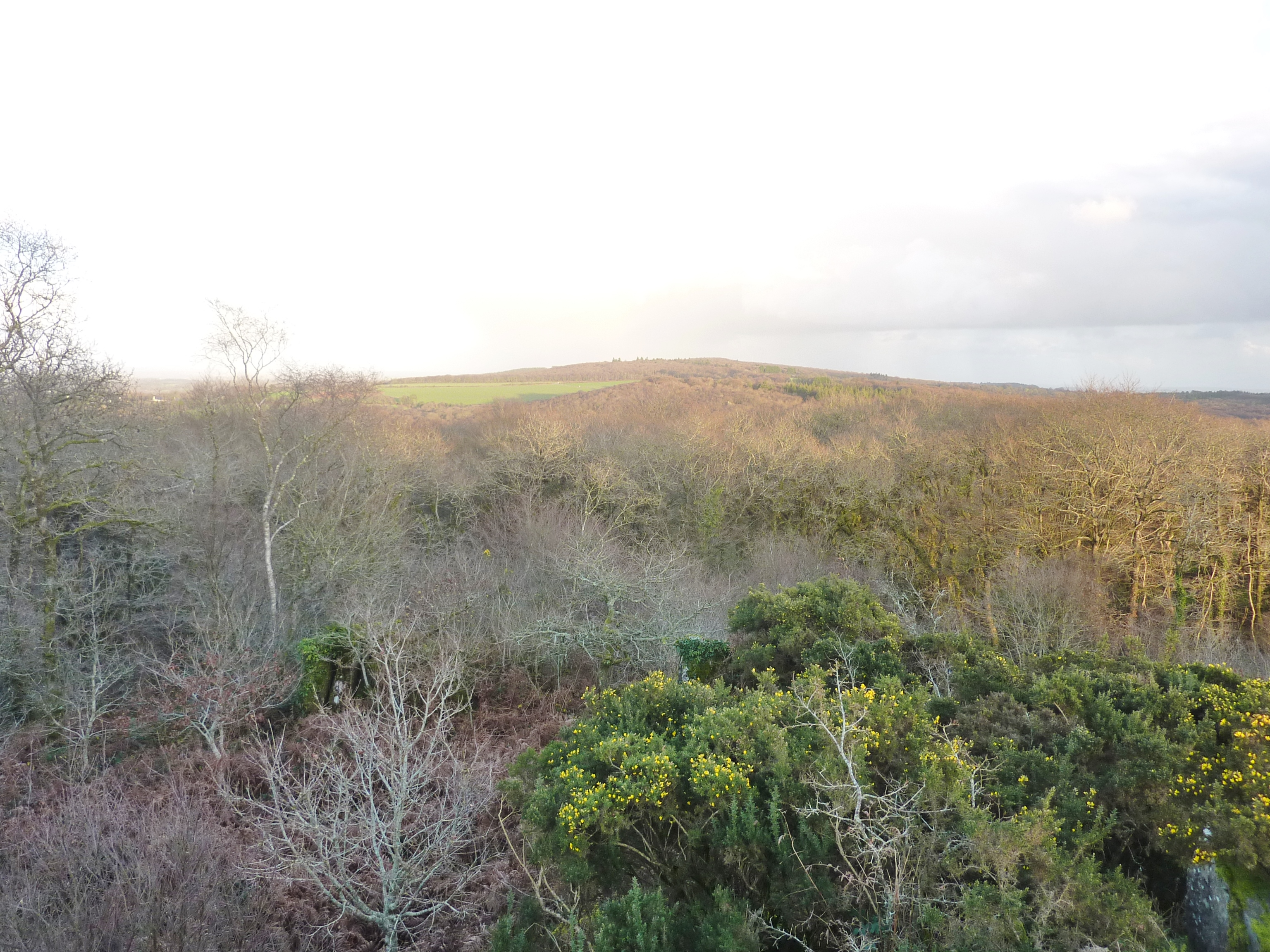
Vue des montagnes Noires depuis l'éperon rocheux de Kudel.
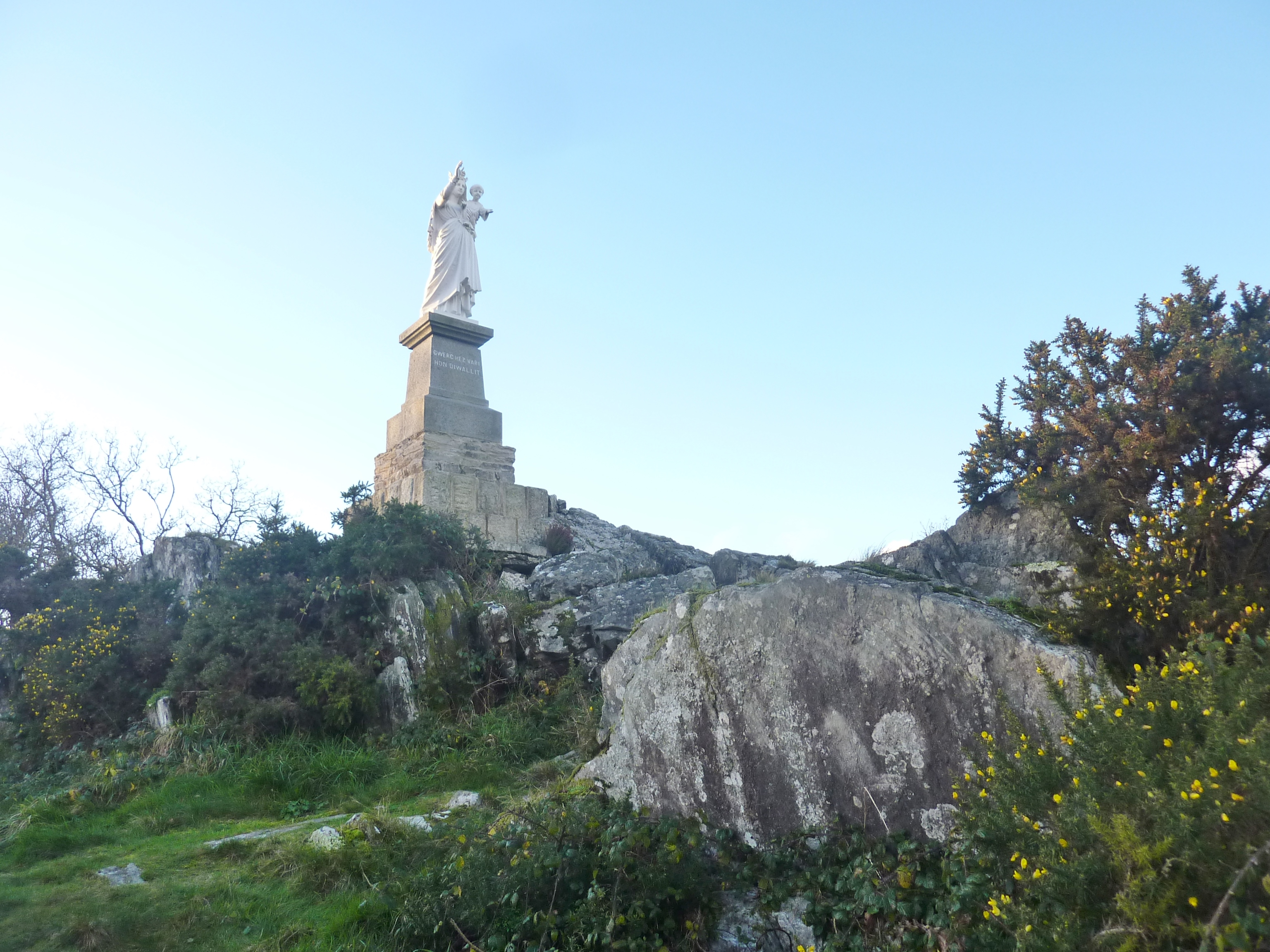
La Vierge des montagnes Noires, statue édifiée sur l'éperon rocheux de Kudel, un des sommets des Montagnes Noires 1.
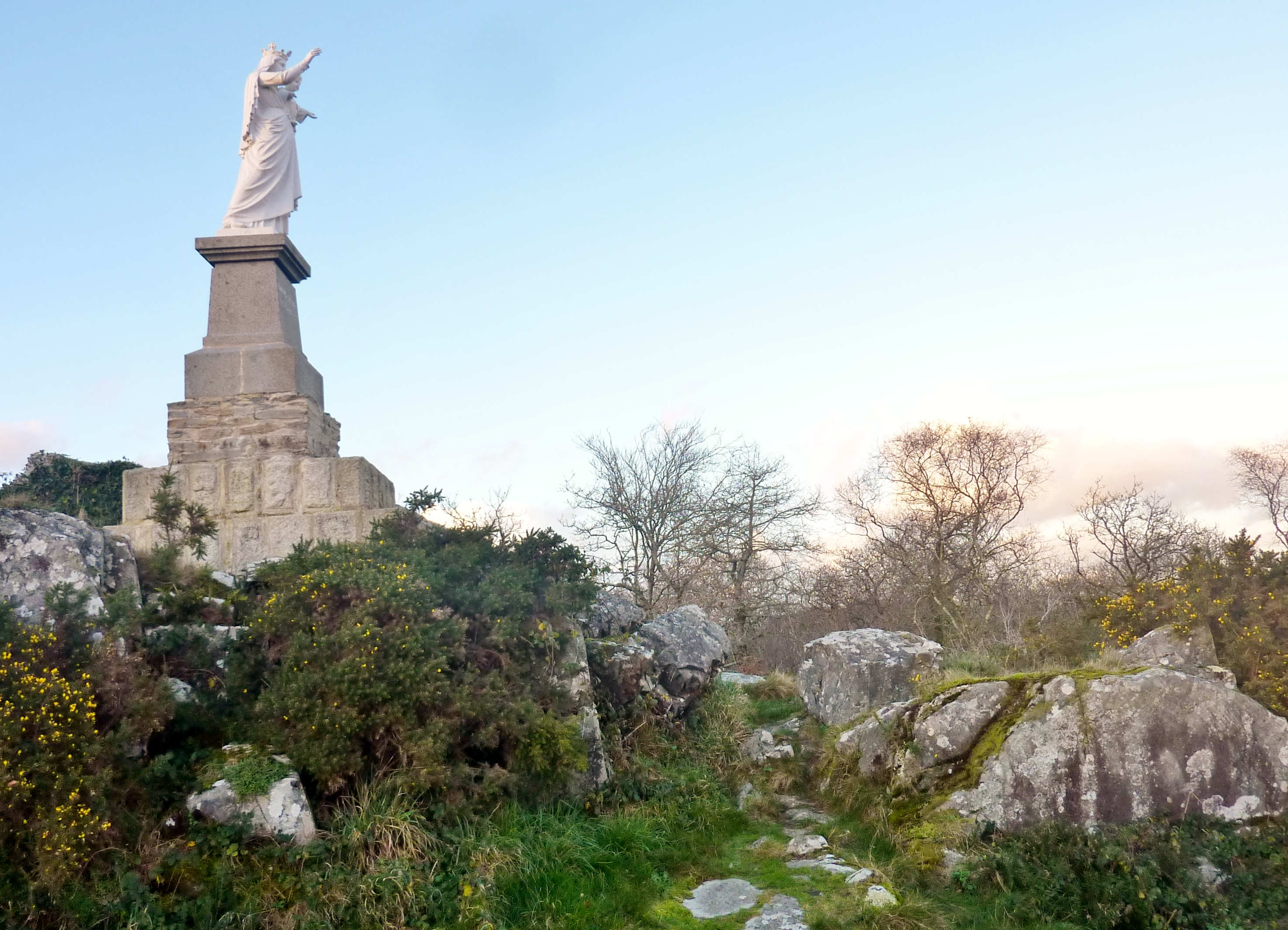
La Vierge des montagnes Noires, statue édifiée sur l'éperon rocheux de Kudel, un des sommets des Montagnes Noires 2.

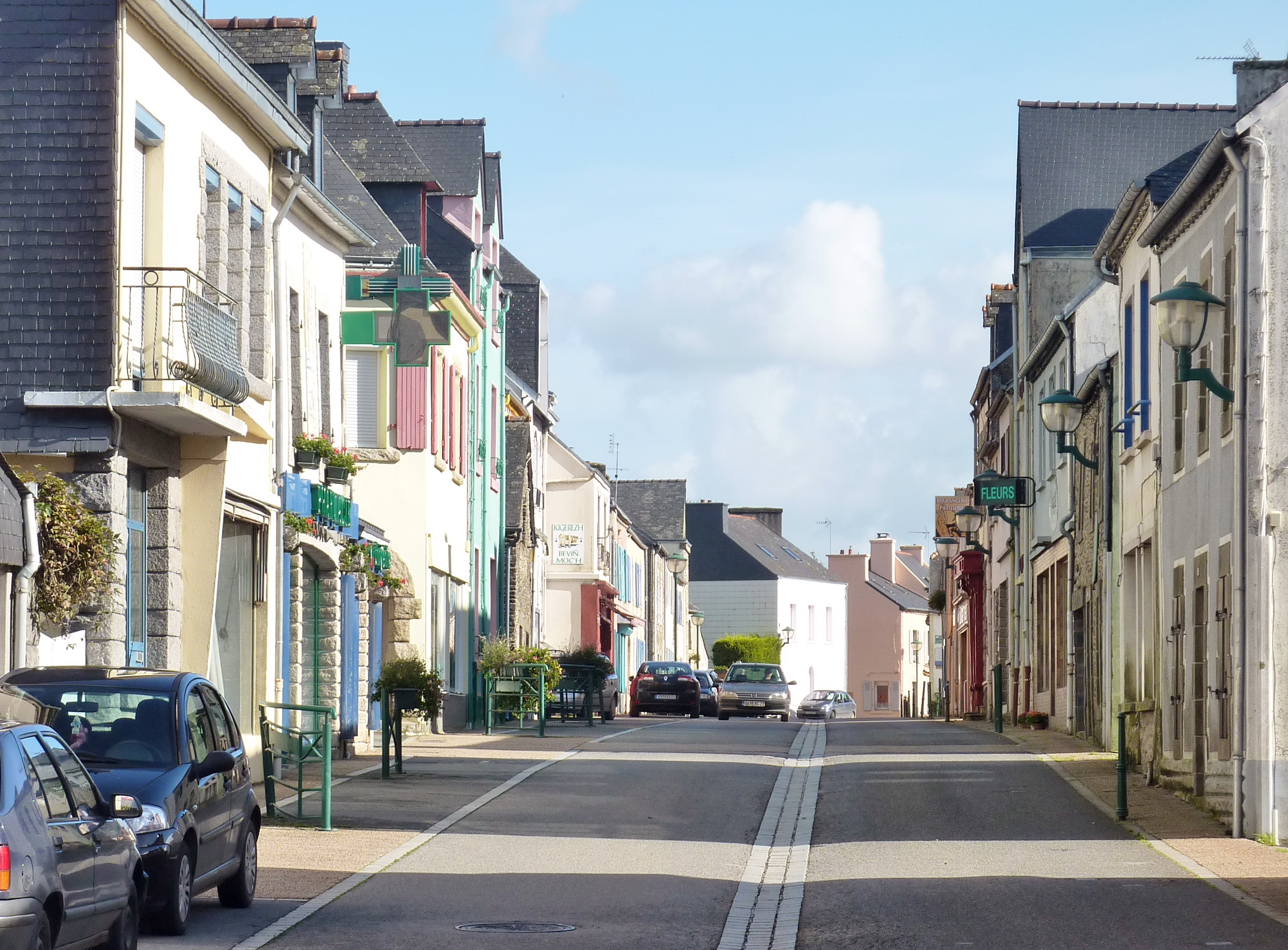
La rue principale du bourg de Spézet.
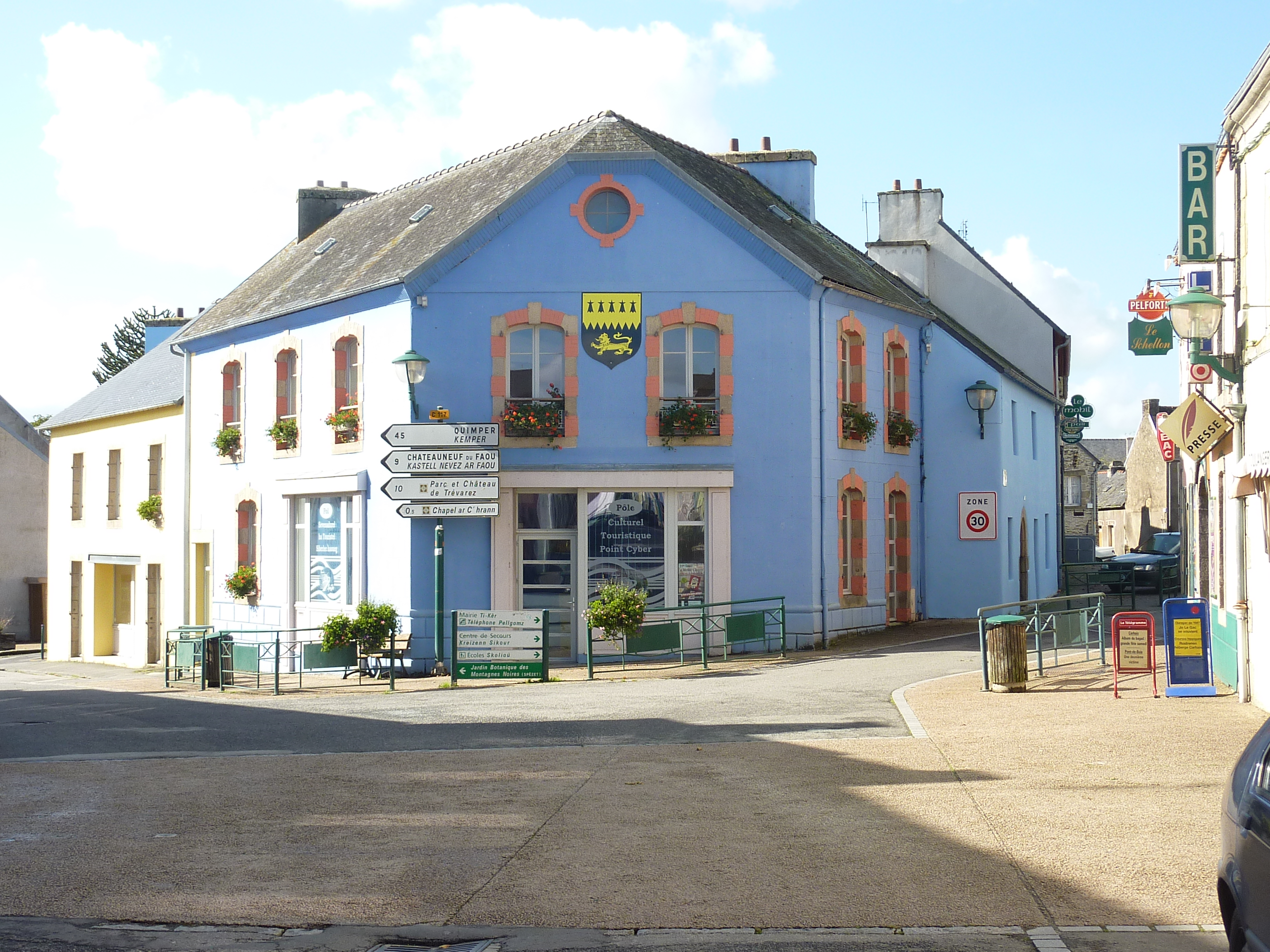
Rues et maisons du bourg de Spézet.

Une carrière d'ardoises fut exploitée à Penhoat en Spézet. Elle fut en vente en 1937.

### Hydrographie
Pour un article plus général, voir Réseau hydrographique du Finistère.
La commune est située dans le bassin Loire-Bretagne. Elle est drainée par l'Aulne, le canal de Nantes à Brest, l'Hyère, le Crann, le Coat Quéveran, le Ster Pont Mine et divers autres petits cours d'eau,.
L'Aulne, d'une longueur de 144 km, prend sa source dans la commune de Lohuec et se jette  dans la rade de Brest en limite de Landévennec et de Rosnoen, après avoir traversé 27 communes.  Les caractéristiques hydrologiques de l'Aulne sont données par la station hydrologique située sur la commune de Cléden-Poher. Le débit moyen mensuel est de 14,7 m3/s. Le débit moyen journalier maximum est de 223 m3/s, atteint lors de la crue du 26 janvier 1995. Le débit instantané maximal est quant à lui de 302 m3/s, atteint le 13 décembre 2000.

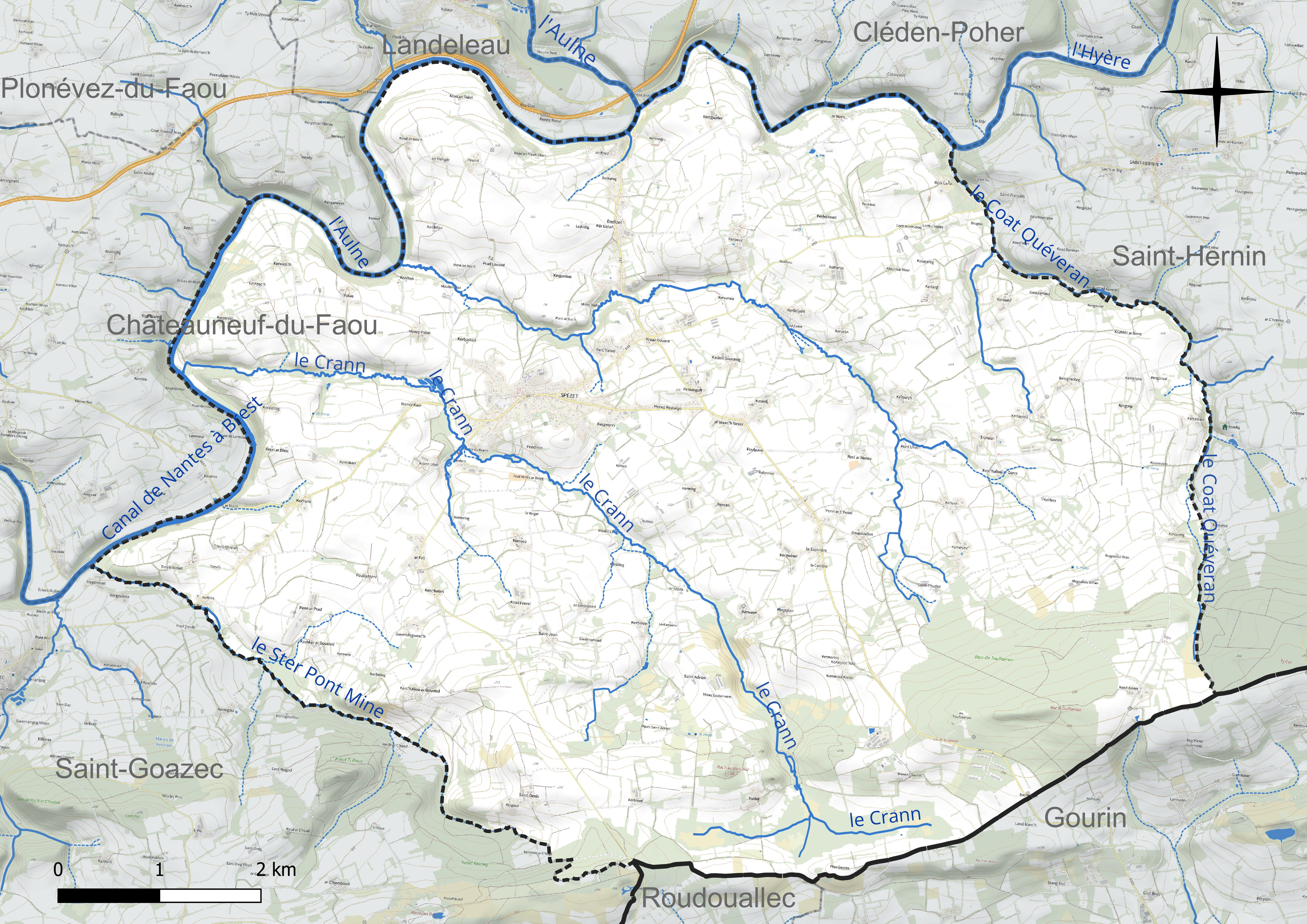
Réseau hydrographique de Spézet.

Le canal de Nantes à Brest est un canal, chenal et un estuaire et un cours d'eau naturel navigable sur une grande partie de son cours, d'une longueur de 364 km. Il prend sa source dans la commune de Nort-sur-Erdre et se jette  dans la Loire à Nantes.  Les caractéristiques hydrologiques du canal de Nantes sont données par la station hydrologique située sur la commune de Cléden-Poher. Le débit moyen mensuel est de 8,56 m3/s. Le débit moyen journalier maximum est de 167 m3/s, atteint lors de la crue du 13 décembre 2000. Le débit instantané maximal est quant à lui de 220 m3/s, atteint le même jour.
L'Hyère, d'une longueur de 48 km, prend sa source dans la commune de Callac et se jette  dans l'Aulne sur la commune et de Cléden-Poher, après avoir traversé 15 communes. 
Le Crann, d'une longueur de 11 km, prend sa source dans la commune  et se jette  dans l'Aulne sur la commune. 

### Climat
Le climat qui caractérise la commune est qualifié, en 2010, de « climat océanique franc », selon la typologie des climats de la France qui compte alors huit grands types de climats en métropole. En 2020, la commune ressort du type « climat océanique » dans la classification établie par Météo-France, qui ne compte désormais, en première approche, que cinq grands types de climats en métropole. Ce type de climat se traduit par des températures douces et une pluviométrie relativement abondante (en liaison avec les perturbations venant de l'Atlantique), répartie tout au long de l'année avec un léger maximum d'octobre à février.
Les paramètres climatiques qui ont permis d'établir la typologie de 2010 comportent six variables pour les températures et huit pour les précipitations, dont les valeurs correspondent à la normale 1971-2000. Les sept principales variables caractérisant la commune sont présentées dans l'encadré ci-après.
| Paramètres climatiques communaux sur la période 1971-2000 - Moyenne annuelle de température : 11 °C - Nombre de jours avec une température inférieure à −5 °C : 1,3 j - Nombre de jours avec une température supérieure à 30 °C : 1,4 j - Amplitude thermique annuelle : 11,2 °C - Cumuls annuels de précipitation : 1 174 mm - Nombre de jours de précipitation en janvier : 16,4 j - Nombre de jours de précipitation en juillet : 8,5 j |

Avec le changement climatique, ces variables ont évolué. Une étude réalisée en 2014 par la direction générale de l'Énergie et du Climat complétée par des études régionales prévoit en effet que la  température moyenne devrait croître et la pluviométrie moyenne baisser, avec toutefois de fortes variations régionales. La station météorologique de Météo-France installée sur la commune et mise en service en 1994 permet de connaître l'évolution des indicateurs météorologiques. Le tableau détaillé pour la période 1981-2010 est présenté ci-après.
| Mois                                  | jan.             | fév.            | mars          | avril         | mai           | juin          | jui.          | août          | sep.          | oct.            | nov.          | déc.          | année      |
| ------------------------------------- | ---------------- | --------------- | ------------- | ------------- | ------------- | ------------- | ------------- | ------------- | ------------- | --------------- | ------------- | ------------- | ---------- |
| Température minimale moyenne (°C)     | 3,4              | 3,5             | 4,3           | 5,4           | 8,3           | 10,8          | 12,6          | 12,7          | 10,4          | 9,2             | 6,1           | 3,5           | 7,5        |
| Température moyenne (°C)              | 6,1              | 6,6             | 8,1           | 9,9           | 12,9          | 15,7          | 17,3          | 17,5          | 15,3          | 12,7            | 9             | 6,3           | 11,5       |
| Température maximale moyenne (°C)     | 8,7              | 9,7             | 12            | 14,3          | 17,5          | 20,7          | 21,9          | 22,4          | 20,1          | 16,3            | 12            | 9             | 15,4       |
| Record de froid (°C) date du record   | −12,4 02.01.1997 | −8,4 11.02.12   | −5,5 01.03.04 | −3,6 03.04.13 | −1 13.05.10   | 1,8 01.06.06  | 5,2 31.07.15  | 4,7 21.08.14  | 1,7 19.09.10  | −3,9 30.10.1997 | −6,7 29.11.10 | −9 29.12.1996 | −12,4 1997 |
| Record de chaleur (°C) date du record | 15,5 24.01.16    | 18,3 14.02.1998 | 23,1 25.03.12 | 27,6 15.04.15 | 30,5 25.05.12 | 33,3 23.06.05 | 34,9 18.07.06 | 37,4 09.08.03 | 30,8 04.09.13 | 28,9 02.10.11   | 21 01.11.15   | 17,3 19.12.15 | 37,4 2003  |
| Précipitations (mm)                   | 134,3            | 111,8           | 87            | 86            | 84            | 48,3          | 64,2          | 68            | 75,9          | 126,5           | 138,9         | 140           | 1 164,9    |

## Urbanisme

### Typologie
Au 1er janvier 2024, Spézet est catégorisée commune rurale à habitat dispersé, selon la nouvelle grille communale de densité à 7 niveaux définie par l'Insee en 2022.
Elle est située hors unité urbaine. Par ailleurs la commune fait partie de l'aire d'attraction de Carhaix-Plouguer, dont elle est une commune de la couronne,. Cette aire, qui regroupe 18 communes, est catégorisée dans les aires de moins de 50 000 habitants,.

### Occupation des sols

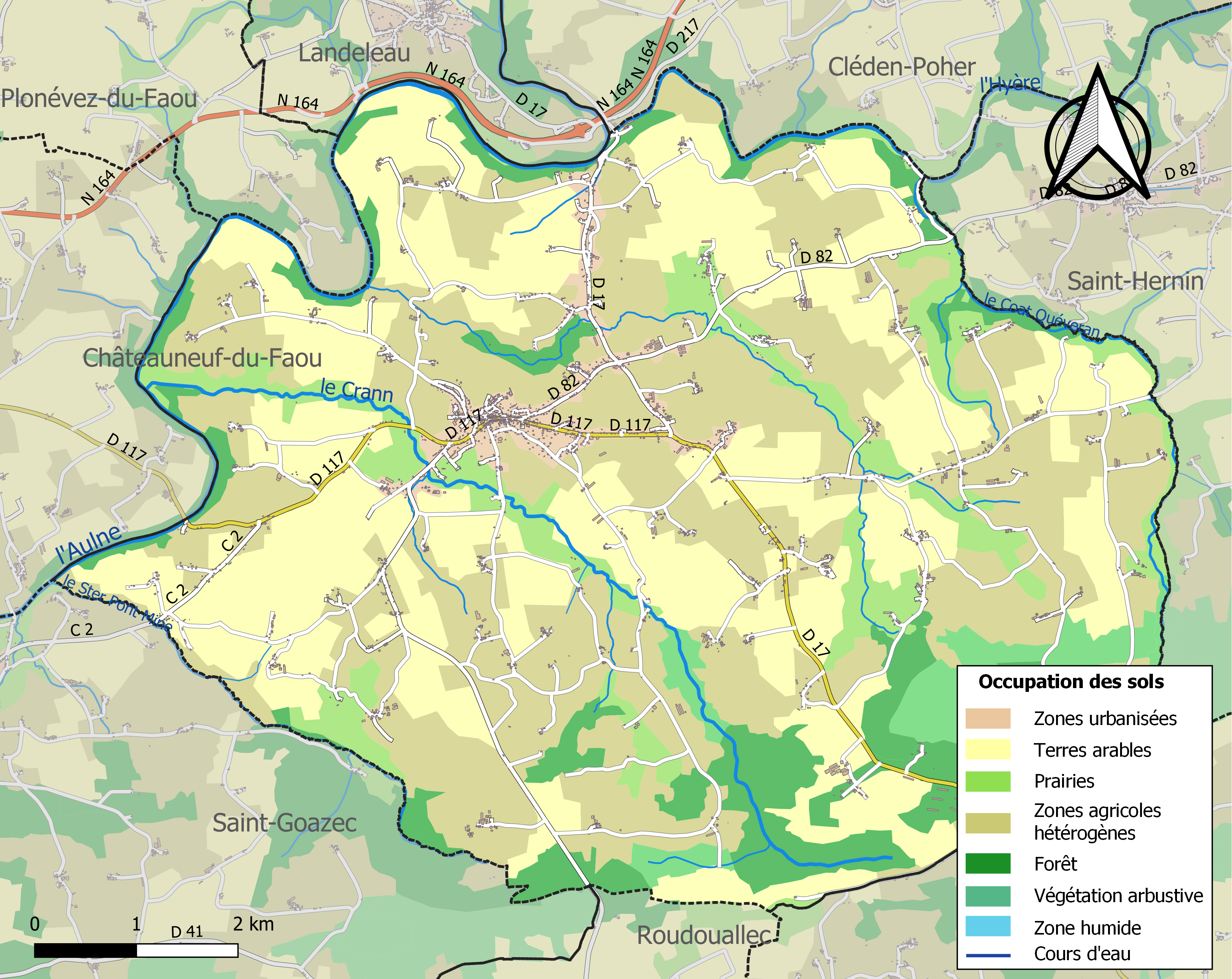
Carte des infrastructures et de l'occupation des sols de la commune en 2018 (CLC).

Le tableau ci-dessous présente l' occupation des sols de la commune en 2018, telle qu'elle ressort de la base de données européenne d'occupation biophysique des sols Corine Land Cover (CLC).
| Type d'occupation                                                                   | Pourcentage | Superficie (en hectares) |
| ----------------------------------------------------------------------------------- | ----------- | ------------------------ |
| Tissu urbain discontinu                                                             | 2,8 %       | 172                      |
| Terres arables hors périmètres d'irrigation                                         | 34,1 %      | 2092                     |
| Prairies et autres surfaces toujours en herbe                                       | 8,9 %       | 547                      |
| Systèmes culturaux et parcellaires complexes                                        | 39,3 %      | 2411                     |
| Surfaces essentiellement agricoles interrompues par des espaces naturels importants | 0,5 %       | 32                       |
| Forêts de feuillus                                                                  | 7,9 %       | 485                      |
| Forêts de conifères                                                                 | 0,4 %       | 23                       |
| Forêts mélangées                                                                    | 1,4 %       | 85                       |
| Landes et broussailles                                                              | 1,2 %       | 76                       |
| Forêt et végétation arbustive en mutation                                           | 3,5 %       | 217                      |
| Source : Corine Land Cover                                                          |             |                          |

## Toponymie
Spézet était nommée Spethut in Poechaer en 1216, Spethot en 1220, puis Spezet vers en 1270, Spethoc en 1296, Spezot en 1296, Spezet en 1330, Spezet et Spezel en 1591, S.Perec en 1630, Spechet en 1675, Sphehet en 1682 et 1731.
Une étymologie populaire y voit le signifiant breton « groseilles », mais d'autres hypothèses existent : il pourrait s'agir ainsi de l'éponyme Spez que l'on retrouve dans de nombreux noms de lieux bretons. Francis Favereau et Goulven Peron ont rapproché le toponyme Spézet du nom gallois Spaddaden.
La forme bretonne est Speied ou Sped.
La prononciation bretonne locale est /spe'et/ (phonétique française et non internationale[pas clair]) : le Z intervocalique est récemment (au sens historique) tombé sous l'influence du fort accent tonique breton.

## Histoire

### Préhistoire
Dans son inventaire des monuments mégalithiques du Finistère, Paul du Chatellier cite deux dolmens à Kervenoù et six à Kerbasked ; en 1913, A. Jarno raconte qu'il n'a trouvé aucun de ceux de Kervenoù et que même les plus anciens habitants du hameau ne s'en souvenaient pas et qu'il n'a trouvé qu'un seul monument mégalithique à Kerbasked, mais les restes d'une allée couverte ayant au moins 13 mètres de long, dont les dalles de recouvrement sont ruinées et dispersées, mais dont les supports sont restés en place. Paul du Chatellier note aussi la présence d'un menhir au Bois du Duc [Menez an Duc] (en pleine montagne, entre Coat Quilvern et Combout) ; à cet endroit, A. Jarno en a trouvé en fait neuf, formés de schiste dévonien, dont un seul resté debout. Paul du Chatellier évoque aussi un dolmen au sud de la chapelle de Saint-Denis, à l'est du hameau de Guernévez.
Deux vases en bronze martelé, en forme de cône tronqué, dont l'un contenait 89 haches à douille, datant de l'âge du bronze, a été trouvé en 1893 à Kerléonet en Spézet et une cinquantaine au bourg même de Spézet en 1935. Le tumulus de Run-Mellou-Poaz, datant de l'âge du bronze, faisant 30 m de diamètre et 5 m de haut, fut fouillé en 1901 par Paul du Chatellier.

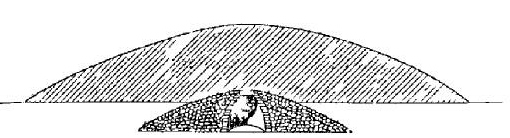
Coupe du tumulus de Run-Mellou-Poaz en Spézet (dessin de Paul du Chatellier).
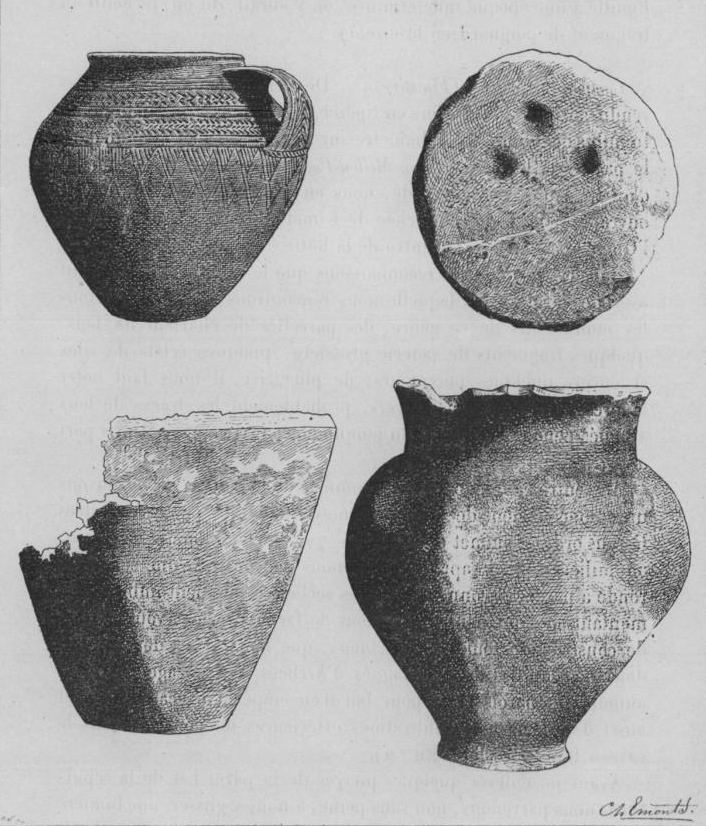
Vase de terre cuite trouvé dans le tumulus à Run-Mellou-Poaz en Spézet (en haut, à gauche) et vase datant de l'âge du bronze trouvé à Kerléonet en Spézet (en bas à droite) (l'autre vase a été trouvé à Saint-Goazec ainsi que la pierre à cupules).
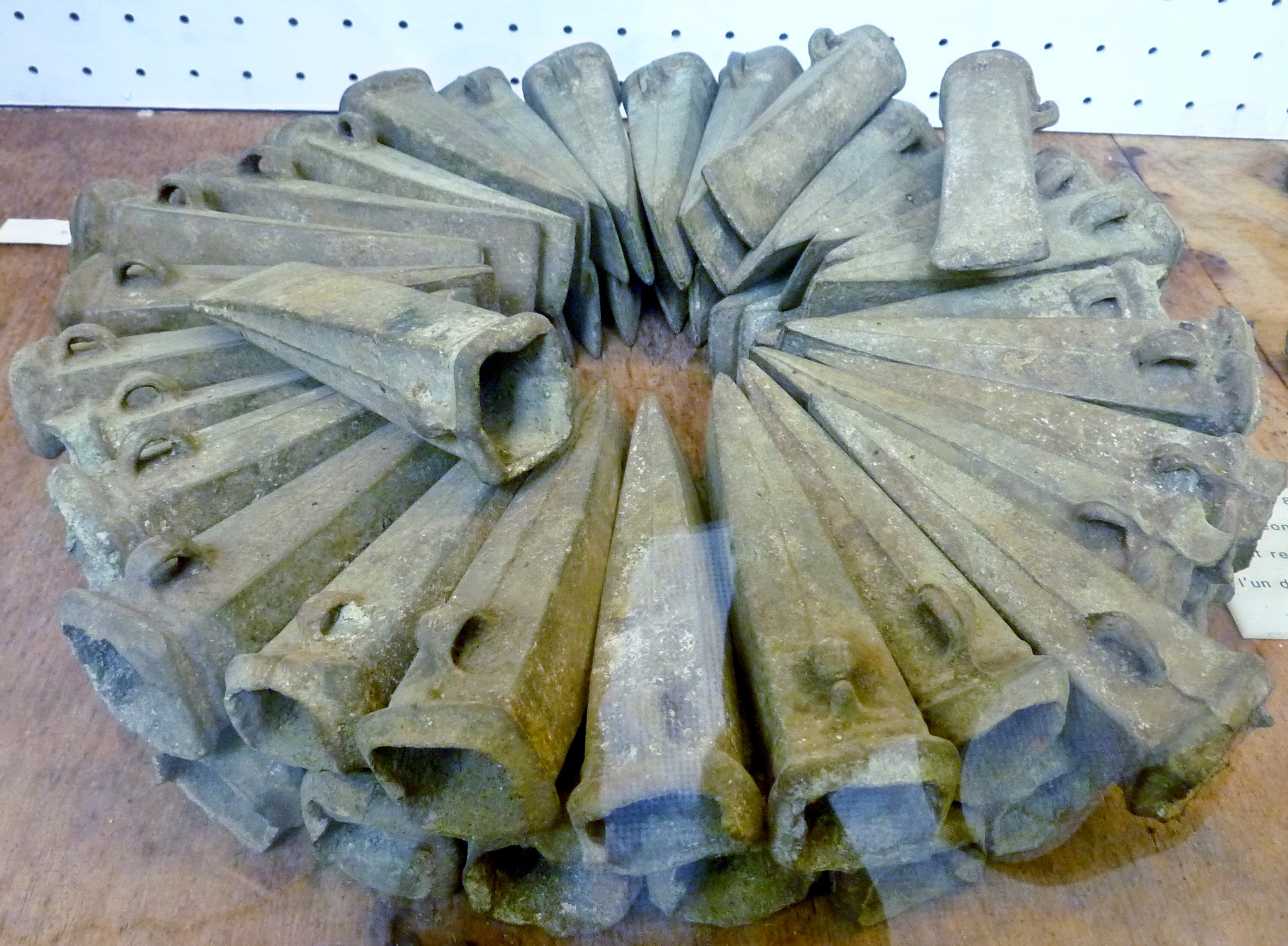
Le dépôt de 89 haches à douille de Kerléonet en Spézet (Musée de la Préhistoire finistérienne de Penmarch).

### Antiquité
Des voies romaines passaient par Spézet : celles allant de Quimper à Vorgium et de Douarnenez à Vorgium se réunissaient en une seule à Castel en Spézet ; une autre venait du sud, partant du site du château de la Porte-Neuve en Riec. Des traces de villas gallo-romaines et de camps fortifiés ont été trouvées, notamment à Trévilly.

### Moyen Âge
La première mention de la paroisse de Spéthut date de 1216 et se trouve dans le cartulaire de Quimper. La paroisse, qui englobait à l'origine Saint-Hernin, relevait de l'archidiaconé et du comté du Poher.
Les seigneuries de Pommerit et Leslach, toutes deux en Spézet, qui disposaient du droit de haute justice, dépendaient de la baronnie de Callac.

### Époque moderne
Un aveu d'Anne de Laval concernant la seigneurie de Kergorlay date de 1543. En 1547, Jehan de Kerpérennès, docteur en droit, était seigneur de Boisgarin et sa fille Anne de Kerpérennès épousa Arthur de Perrien.
En 1593, pendant les Guerres de la Ligue, des paysans de Landeleau, de Cléden, de Spézet, de Loqueffret, de Lennon et de plusieurs autres bourgs participèrent au siège du château du Granec en Landeleau alors tenu par le brigand Guy Éder de La Fontenelle, qui en tua environ huit cents.
Lors de la Révolte des Bonnets rouges en 1675 les paroissiens participent à la mise à sac du château de Kergoet en Saint-Hernin, propriété du marquis Le Moyne de Trevigny. La paroisse doit verser 5000 livres à titre de dommages et réparations au dit marquis pour le préjudice subi. Quatre habitants de la paroisse furent exclus de l'amnistie de 1676.
Le 7 juillet 1675, les paroissiens de Spézet, à la sortie de l'église, « se jetèrent sur le sieur Duparc Rouxel, (...), lui arrachèrent ses pistolets et son épée, le frappèrent à coups de bâtons et de pierres, le laissèrent pour mort, baigné dans son sang. Ils se ruèrent sur la maison de Porcher, lui mangèrent son pain et sa viande, vidèrent cinq barriques de vin, défoncèrent à coups de hache les armoires, prirent les "cahiers des contrôles et affirmations où la gabelle estoit inscrite", contraignirent le curé, M. Le Boulic, à les leur lire, les déchirèrent, les brûlèrent. Ils pillèrent ensuite la métairie de Porcher et lui volèrent ses bestiaux ».
En 1682 le pape Innocent XI concède une indulgence plénière à tous les fidèles chrétiens qui visiteront dévôtement la chapelle Notre-Dame du Crann.
En 1717, François-Hyacinthe de Plœuc du Timeur consacre la nouvelle église paroissiale, qui remplace l'ancienne consacrée à saint Antoine, et dont les ruines subsistent dans le cimetière.
Marion du Faouët aurait fréquemment détroussé des passants au sommet du Roc'h Toullaëron (dont le nom breton signifie Rocher du trou aux voleur en français).
Le recteur de la paroisse, Causeur, raconte qu'en 1764, les paroissiens de Spézet se révoltèrent contre M. de la Giglais-Magon, seigneur de Boisgarin, qui avait le projet de congédier tous les convenants de la paroisse. Une fois les paysans calmés, « ceux-ci firent des excuses à M. de Boisgarin, qui leur pardonna comme un bon père et distribua même beaucoup d'aumônes ».
Un récapitulatif fait par le recteur de Spézet indique pour l'année 1772 quinze pardons chaque année à la chapelle Notre-Dame-du-Crann, et, pour les autres chapelles, deux à Saint-Antoine, quatre à Saint-Adrien, deux à Saint-Tudec, trois à Saint-Jean, deux à Saint-Conogan, trois à Sainte-Brigitte, un à Saint-Denis, et en plus une cérémonie du Rosaire chaque premier dimanche du mois et une à la Croix de Mission. De plus les paroissiens participent à la fête patronale de l'église paroissiale et aux pardons des paroisses voisines. Il ajoute avoir été tenté de construire une chapelle dédiée à saint Gouesnou « mais j'ai toujours craint que le peuple ne s'adonnât aux jeux, aux divertissements, aux danses à l'occasion de ce saint ».
Selon Louis Charpentier, dans une monographie intitulée "De Funnay à Ty Mur. Mémorable aventure d'Escailleurs ardennais qui s'en furent au pays d'Armor, exploiter les pierres d'ardoises", vers 1777 des Ardennais, venant principalement de la région de Fumay, vinrent trouver du travail dans les ardoisières de la vallée de l'Aulne, apportant avec eux l'art de mieux tailler l'ardoise. Dans l'impossibilité de trouver leur lieu réel d'origine, P.-A. Limon les surnomme "Parisiens" dans son livre "Usages et règlements locaux en vigueur dans le Finistère" publié en 1857, et les ardoises bretonnes furent surnommées "parisiennes". Cette immigration concerna principalement les communes de Port-Launay, Châteaulin, Lopérec, Saint-Coulitz, Pleyben, Lothey, Gouézec, Lennon, Spézet, Motreff, Châteauneuf-du-Faou et Saint-Goazec. Les noms de famille se sont transformés au fil du temps : les Waslet sont devenus Voachelet, Les Lefèvre sont devenus Lefeuvre, les Bouchy Bouché, etc..
En septembre et octobre 1779, une épidémie de dysenterie fit environ 150 victimes à Spézet.« Il fut ordonné d'enterrer immédiatement les cadavres sans les faire entrer dans l'église, de crainte de la contagion, sous peine de 20 livres d'amende ».
Jean-Baptiste Ogée décrit ainsi Spézet vers 1778 :

« Spézet, à huit lieues à l'Est-Nord-Est de Quimper, son évêché (...) et à deux lieues de Gourin, sa subdélégation. Cette paroisse ressortit à Carhaix et compte 2 400 communiants : la cure est présentée par un chanoine de l'église cathédrale de Quimper. Le territoire, bordé au Nord par la rivière d'Aulne et au sud par les montagnes Noires, est inculte dans bien des parties, particulièrement dans les montagnes dont le sol est de mauvaise qualité ; il  n'y a, à vrai dire, qu'au Nord de la paroisse où le terroir soit bon. »

En 1781, on comptait à Spézet trois cimetières (celui de saint Pierre, celui de Notre-Dame du Crann et celui de la chapelle Saint-Adrien) ainsi que six chapelles (Saint-Adrien, Saint-Tudec, Saint-Jean, Sainte-Brigitte et Notre-Dame-du-Crann), toutes disparues de nos jours et dix-huit croix sur le territoire de la paroisse.

### Révolution française
Le mardi 11 août 1789 à quatre heures du matin, on sonna le tocsin à Spézet. Pour calmer ses paroissiens, le recteur Causeur les engagea à venir assister à une messe dite à leur intention, mais après l'issue de celle-ci, ils vinrent en foule à la sacristie et obligèrent le curé à écrire le libelle suivant : « Je présente mes respects à Madame la comtesse de Roquefeuil, seigneure du Boisgarin et la prie de donner une réponse favorable à ses vassaux de Spézet. On leur a dit que les autres seigneurs ne perçoivent plus les corvées, la dîme (...) et ils réclament la même faveur en se soumettant à payer uniquement les rentes en argent ». Les paysans protestaient aussi contre le maintien des domaines congéables.
Le même recteur Causeur écrit :

« La comtesse de Roquefeuil crut pouvoir se débarrasser de ces exaltés en leur faisant remettre quelques liasses de parchemins sans valeur, mais parmi eux se trouvaient des gens qui eurent bien vite éventé la ruse. Furieux, les paysans s'emparèrent de la comtesse de Roquefeuil et, sur son refus de livrer ses titres, lui passèrent une corde autour du corps, sous ses bras, et, malgré son grand âge, la plongèrent à plusieurs reprises dans un puits, lui demandant chaque fois qu'ils lui faisaient faire le plongeon, si elle consentait à leur livrer ses papiers. Ce fut uniquement lorsqu'ils l'eurent à peu près noyée que l'énergique douairière consentit à leur remettre les titres dont ils firent un feu de joie dans la cour du château. »

La loi du 11 septembre 1791 précise que la paroisse de Saint-Hernin aura pour succursales les ci-devant paroisses de Spézet et de Motreff.
Jacques Cambry signale qu'on élève quelques moutons dans la commune de Spézet, peu de chèvres. Les porcs y sont en assez grande abondance. Il signale aussi l'état piteux du pont de Kergoat (sur le ruisseau de Coat Quévéran) ainsi que du Pont Trifen (sur l'Aulne), pourtant très fréquenté.
Allain Lévénez, vicaire à Spézet, où il était né en 1747, fut transféré des Pontons de Rochefort, où il était emprisonné en vertu de la loi du 19 fructidor an V, à l'Île de Ré le 29 juin 1798.

### LeXIXesiècle

#### La première moitié duXIXesiècle
Fin juin 1828, une insurrection de 800 à 1 000 personnes, des paysans domaniers, éclata à Spézet et Saint-Hernin ; les émeutiers protestaient contre la suppression des domaines congéables et leur remplacement par des baux à ferme, dont le montant était nettement supérieur à la redevance payée antérieurement, décidée par les grands propriétaires fonciers, notamment la famille Desjars. « Se voyant sur le point d'être congédiés de leurs domaines, que l'usage de non congédiement avait habitué à considérer comme leur propriété, se sont réunis en armes ». Desjars père et fils sont molestés à coups de pierre et séquestrés par les paysans à Kervenou en Spézet, pendant qu'une scène analogue se déroule à Kermais en Saint-Hernin, dont la victime est Dugdal, le représentant local de propriétaires terriens absentéistes.
En 1830, le curé et la fabrique de Spézet refusèrent de vendre les vitraux de la chapelle Notre-Dame-du-Crann, que l'on voulait alors transporter à Paris.

#### Spézet décrit vers 1845
A. Marteville et P. Varin, continuateurs d'Ogée, décrivent ainsi Spézet en 1845 :

« (...) Principaux villages : Ponomérit, Kerdaniel, Resgoalès, Kerbrigent, Kerbars, Kerhuiban, Le Loalou, Le Stanc, Poulancerf, Trivily. Maison importante : Le Bois Garin. Superficie totale : 6 004 hectares, dont (...) terres labourables 2 604 ha, prés et pâtures 381 ha, bois 311 ha, vergers et jardins 73 ha, landes et incultes 2 445 ha (...). Moulins : 9 (du Roc'hir, de Kerselec, du Lan, du Cran, Neuf, de Lesquivic, du Len, de Cudel). (...) Parmi les anciens fiefs, le plus important était celui du Bois-Garin, acquis de M. du Bois-Garin, peu avant 1789, par Mme de Roquefeuille [en fait Roquefeuil], à qui appartenait aussi Palahé. Cran-Huel, à la famille de France, a été acquis par M. Séret, de Châteauneuf. Le Bois-Garin, vendu nationalement en 1793, est en assez mauvais état. Spézet a dû être jadis plus riche qu'aujourd'hui, car il n'y a pas de village où l'on ne trouve des ruines. La paresse des habitants actuels n'est pas propre à relever cette localité, où les paysans ont plus de cœur pour une émeute que pour travailler la terre. (...) Ogée dit à tort que la partie nord de Spézet est seule bonne. La vallée qui coule de l'est au sud-ouest, parallèlement aux Montagnes Noires, est excellente et parfaitement cultivée. Le bois de Touléven limite le Morbihan et le Finistère ; sur le point le plus élevé, les ingénieurs ont fait construire un observatoire d'où l'on découvre, dit-on, la moitié de la Basse-Bretagne. Il y a quelques années, M. Alma est venu s'établir à Bellevue, lieu voisin de Touléven, et a entrepris d'immenses défrichements ; nous ignorons s'il a réussi dans cette entreprise. Géologie : terrain tertiaire moyen ; au nord grauwacke ; plusieurs carrières d'ardoises au bord du canal. On parle le breton. »

#### La seconde moitié duXIXesiècle
En 1868, la reconstruction du pont de Pont Trifin est décidée par le Conseil général du Finistère.
Théodore Hersart de La Villemarqué dans le Barzaz Breiz évoque la tradition de l'aguilaneuf ("Au guy, l'an neuf"), une quête accompagnée de chansons, pratiquée par les pâtres de Spézet.
Un rapport de l'inspecteur d'académie signale en 1880 que la commune de Spézet n'a pas encore d'école des filles.
En 1893, l'élection du conseil municipal de Spézet est annulée par le Conseil d'État, mais la liste invalidée, catholique, est réélue.
À partir de 1887, M. de Cacqueray, dans son domaine de Toullaëron, planta sur 120 ha diverses espèces de pins à la place de la lande portant juste quelques arbres rabougris qui existaient précédemment. Il fut imité par Henry Moulton, propriétaire du domaine de Menez-Kamm à la fin du XIXe siècle, qui entoura sa lande de 50 ha d'un talus long de 6 000 mètres et y planta d'abord des pins maritimes (ce fut un échec car beaucoup périrent) qu'il remplaça par d'autres espèces, principalement des pins sylvestres.
Spézet est ainsi décrit en 1896 par Anatole Le Braz :

« Je ne connais pas de bourg breton qui donne, dès l'abord, un sentiment plus vif du dédain qu'ont toujours professé les peules celtiques (...) pour les conditions matérielles de la vie et, plus particulièrement, pour tout ce qui, dans le langage moderne, s'appelle hygiène ou confort. Les maisons y sont de pauvres demeures sans âge, délabrées, caduques. Le fumier croupit aux portes. À l'intérieur, quelques meubles sommaires moisissent le long des murs, sur un parquet de terre battue »

Le même auteur décrit ensuite longuement dans le même article la nuit des morts (cérémonie de la Toussaint) telle qu'elle était alors célébrée à Spézet. La procession des morts de Spézet est aussi décrite en 1895 par Louis Tiercelin dans un article du journal Le Figaro :

« Au moment où je franchis l'échalier de pierre du cimetière de Spézet, la procession des Morts, contournant le chevet de l'église, apparaît. (...) Le cimetière disparaît peu à peu, envahi par ces hommes (...) venant d'on ne sait où ! (...) La brume très lourde enveloppe l'église et l'ossuaire et la foule (...) à travers laquelle s'élève les sanglots du Miserere. (...) Le flot remonte vers le Charnier (...), vers la Chambre de pierre où s'entassent les ossements exhumés des ancêtres, (...) les très vieux Parents pour qui la terre des tombes n'avait plus de place et qui ont dû céder la place aux jeunes morts (...). Le prêtre donne l'absoute à ces pauvres âmes. Tous les hommes sont agenouillés, et baissent la tête, et prient. (...) La dernière prière est dite. La foule se répand dans le cimetière. Les hommes et les femmes, séparés jusque-là, se groupent par familles et cherchent les tombes où dorment leurs chers morts. Le cimetière est plein de gens agenouillés, immobiles (...). Quelques-uns apportent de l'eau bénite au plein de leurs deux mains croisées qu'ils entrouvrent au-dessus de la tombe (...) On voit des mains qui font des signes de croix et des lèvres qui disent des prières. (...) »

Une épidémie de dysenterie survint en novembre 1900 dans les communes de Spézet et Coray, provoquant la mort d'au moins 70 personnes ; les Sœurs de Coray et de Spézet furent poursuivies pour « exercice illégal de la médecine et de la pharmacie », le procureur de la République de Châteaulin estimant que « la sécurité des malades se trouvait compromise par suite du traitement des Sœurs » auxquelles il reproche un « zèle intempestif » ; leur avocat souligna qu'elles agissaient « par dévouement » car « dans la région où elles ont prodigué leurs soins, beaucoup de malades meurent sans vouloir appeler le médecin ». Les supérieures des deux établissements religieux de Coray et Spézet furent condamnées chacune  à 100 francs d'amende, ce qui provoqua l'indignation de nombreux habitants des deux communes, « nos sœurs ont toujours soigné avec beaucoup de dévouement (...) les malades (...) avec un zèle désintéressé » ; « Spézet (...) se trouve éloigné de tout centre (...), il n'y a dans la commune (...) aucun médecin » écrit le correspondant du journal L'Ouest-Éclair, qui ajoute que les poursuites engagées contre les religieuses sont liées à l'ouverture récente dans la commune d'une école privée catholique de filles qui « vit de tous côtés affluer les élèves », tandis que « le vide se faisait autour de l'institutrice » publique. Emmanuel Desgrées du Lou exprima aussi son indignation face à cette condamnation dans les colonnes de son journal.

### LeXXesiècle

#### La Belle Époque
En octobre 1900, une épidémie de dysenterie se produit dans de nombreuses communes de l'arrondissement de Châteaulin ; Spézet fut la commune la plus touchée, l'épidémie y provoquant 84 décès. « Cette épidémie est attribuée à la sécheresse des années précédentes. Les puits et les fontaines étaient à sec, et la population a fait usage d'eaux malsaines. En outre, l'encombrement et la malpropreté des maisons sont devenus des facteurs importants de la maladie ». Cette épidémie toucha d'abord Spézet, avant de concerner ensuite Motreff, Saint-Hernin et Plouguer. Les Sœurs de Cluny, présentes à Spézet, furent condamnées à des amendes en novembre 1900 pour « exercice illégal de la médecine » alors que selon leur avocat, maître de Chamaillard, « les Sœurs ont agi par dévouement ». Le journal clérical "Le Courrier du Finistère" soutint les religieuses condamnées, de même que L'Ouest-Éclair.

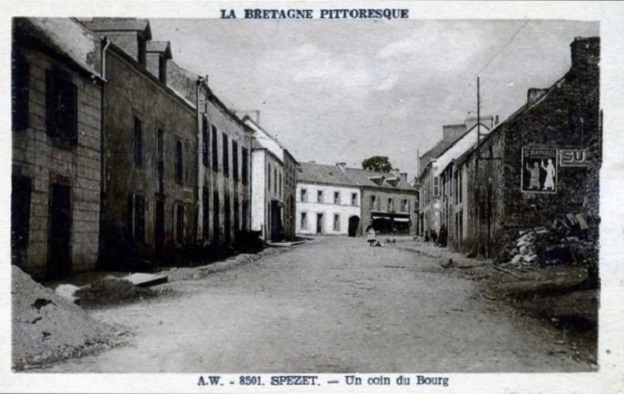
La rue principale de Spézet vers 1900 (carte postale)

Anatole Le Braz, qui qualifie Spézet de « bourg perdu dans la Montagne Noire », a décrit au début du XXe siècle le pardon de Saint-Iguinou (il s'agit probablement de saint Goueznou) qui se tenait au bord de l'Aulne, à l'endroit où la route allant de Spézet à Châteauneuf-du-Faou franchit le fleuve, qui était célébré sans présence ni d'un prêtre, ni d'une chapelle : 

« Il y avait (...) en contre-bas du pré une fontaine que voilaient de longues lianes pendantes et, un peu au-dessus, au flanc du coteau, dans une excavation naturelle en forme de niche, une antique statue sans âge, presque sans figure, un bâton dans une main, dans l'autre un bouquet de digitales fraîchement coupées. Nul emblème religieux ; pas l'ombre d'un prêtre. le recueillement néanmoins était profond. »

Gustave Geffroy décrit ainsi Spézet au début du XXe siècle (il arrive de Gourin) :

« La descente sur l'autre versant de la montagne me mène à Spézet, village assez sordide, mais qui n'a pas toutefois l'aspect industriel et misérable de Gourin. Ce n'est pas ici la couleur du charbon de terre, mais celle du fumier. J'entre dans une maison, où je reste à causer quelque temps avec des Bretons à face rasée et à grands chapeaux. Comme il arrive souvent en Bretagne, cette maison ne participe pas, à l'intérieur, du mauvais état extérieur. Elle est bien tenue, le sol bien battu, soigneusement balayé, et le bois et les ornements de cuivre des meubles sont clairs comme des miroirs ; meubles en poirier, me dit-on, comme il s'en fabrique beaucoup à Spézet. »

Les tensions entre le clergé et les laïcs furent vives à Spézet à la fin du XIXe siècle (en 1885, un vicaire de Spézet vit son traitement suspendu par le Ministre des cultes pour avoir encouragé ses fidèles à voter pour les candidats conservateurs) et au début du XXe siècle, si l'on en croit un article du journal La Lanterne :

« Le presbytère de Spézet mène depuis longtemps une campagne à fond de train contre les institutions républicaines et, par les refus de confession et de communion, le curé espérait de bons résultats. Des Sœurs viennent de s'établir ici dans un établissement superbe, il s'agissait de leur amener des élèves, tâche difficile, car l'institutrice laïque habite depuis longtemps [la] localité et a eu, comme élèves, les mères de famille d'aujourd'hui. Aussi le dimanche en chaire, le curé traitait-il notre institutrice de démon et déversait sur elle les plus méchantes insinuations. Mais tout ceci a une fin, et ce curé vient de voir son traitement supprimé. »

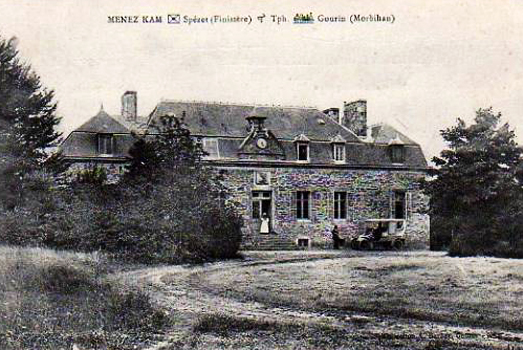
Le manoir de Menez Kamm vers 1910

En 1903, les religieuses de Cluny présentes à Spézet furent expulsées en vertu de la loi sur les congrégations du 1er juillet 1901.
Les sangliers ravageaient fréquemment les cultures (principalement du blé noir et des pommes de terre), aussi des battues étaient-elles fréquemment organisées. Lors de celle du 19 octobre 1910, « pendant que les autres chasseurs déjeunaient, Mme de Boisfleury, châtelaine de Ménez-Kamm, se vit tout à coup assiégée par quatorze sangliers qui, menaçants, l'entourèrent. Ne perdant pas son sang-froid, Mme de Boisfleury saisit son fusil et abattit trois sangliers, dont l'un pesait pas moins de cent kilos ».
En 1908 la comtesse Vefa de Saint-Pierre achète le manoir de Ménez Kamm. Elle y mène une vie originale, se déplaçant sur son cheval avec tant d'aplomb et d'assurance qu'on l'appelait dans le pays la Gaol houarn (expression intraduisible, littéralement "l' enfourchure de jambes en fer"), s'adonnant à sa passion pour la chasse et soutenant le mouvement culturel breton, devenant elle-même barde sous le nom de  Brug ar Ménez Du ("Bruyère de la Montagne Noire").
En 1904 ouvre la ligne ferroviaire à voie métrique du Réseau breton allant de Carhaix à Châteaulin : elle dessert les stations ou haltes de Port-de-Carhaix, de Saint-Hernin-Cléden, de Spézet-Landeleau, de Plonévez-du-Faou, de Châteauneuf-du-Faou, de Langale, de Lennon et de Pleyben. Cette ligne ferroviaire ferma en 1967.

#### La Première Guerre mondiale

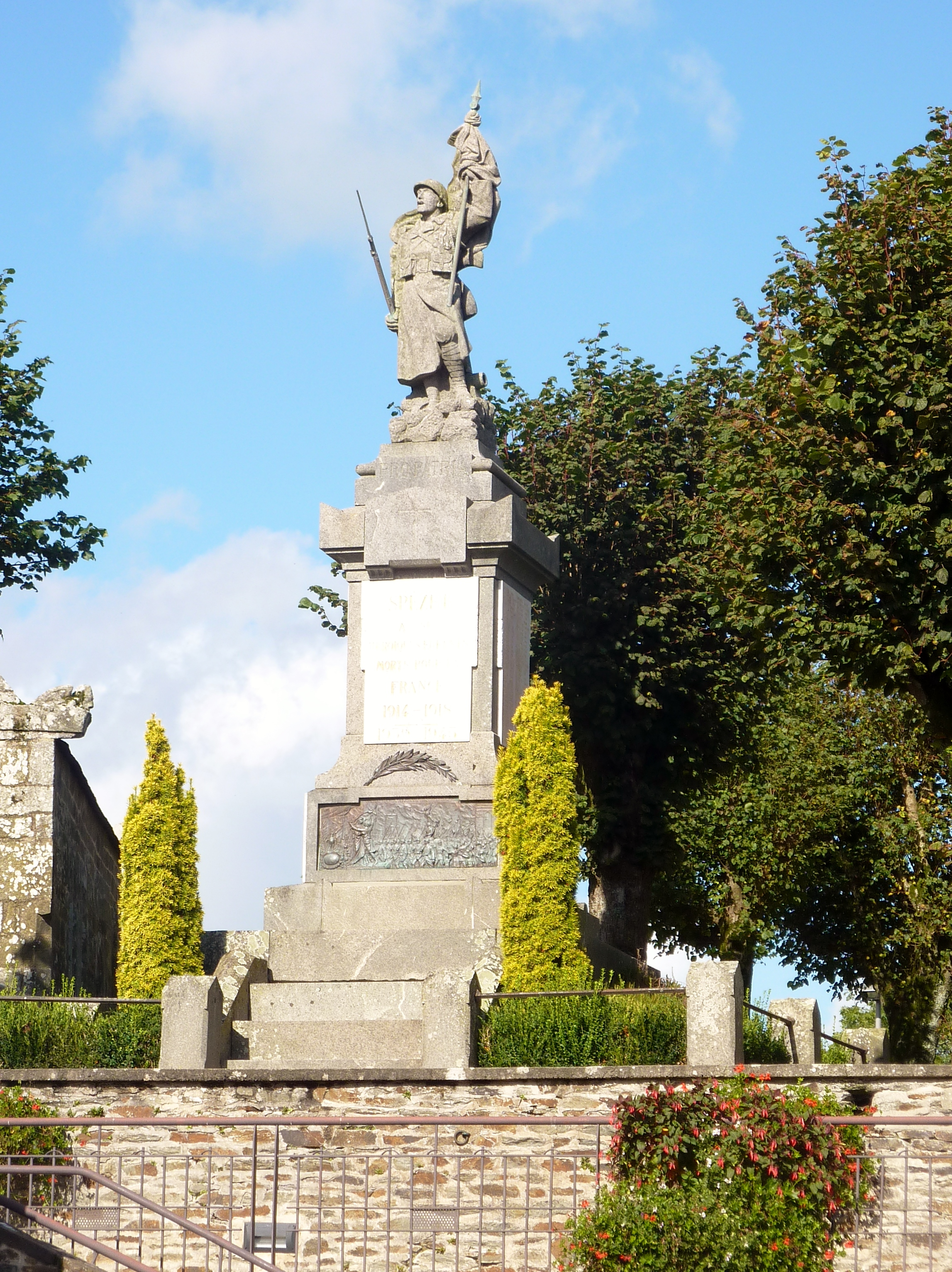
Le monument aux morts de Spézet

Le monument aux morts de Spézet porte les noms de 200 soldats morts pour la France pendant la Première Guerre mondiale.

#### L'entre-deux-guerres
La minoterie du Bois-Garin, située en bordure du canal de Nantes à Brest, fut mise en vente en 1924.
Le club de football Les Papillons Bleus est créé en 1920 par Félix Bernardini, un receveur des postes d'origine corse ; il doit son nom au fait qu'il imposait aux joueurs de porter un nœud papillon bleu pour venir au match le dimanche
Le 11 juillet 1928 un avion militaire s'écrasa en flammes dans les montagnes Noires entre Motreff et Spézet ; le sergent pilote Cholet fut tué, périssant carbonisé, mais le capitaine Arrigaud put sauter en parachute et fut indemne.

#### La Seconde Guerre mondiale
Le monument aux morts de Spézet porte les noms de 31 personnes mortes pour la France pendant la Seconde Guerre mondiale.

##### Le maquis de Saint-Goazec - Spézet: le "bataillon Stalingrad"
Le premier maquis de Bretagne, le "bataillon Stalingrad", appelé aussi "maquis de Saint-Goazec - Spézet", est fondé au village de Kervigoudou en Saint-Goazec, fin avril 1943 à l'instigation de Daniel Trellu, et en présence d'Hippolyte Balc'h, instituteur à Saint-Goazec, d'Yves Le Gall, de Châteauneuf-du-Faou et de Marcel Cariou de Pont-l'Abbé.
Les premiers recrutés au printemps 1943 sont 8 membres des Jeunesses Communistes de Pont-l'Abbé (Noël Guyader, Marcel Le Moal, Lucien Lebrun, René Le Bolzer, Lucien Mavric, Jo Larnicol, Jean Le Berre, Pierre Durand, mais cinq d'entre eux abandonnèrent ce maquis assez tôt, y trouvant les conditions de vie trop difficiles, seuls Lucien Guenneau, Marcel Cariou et René Le Bolzer y restant), accueillis au début de juin 1943 par Jean-Louis Berthélémé dans sa ferme de Kersalut en Plonévez-du-Faou, rejoints par 4 Camarétois, puis en octobre 1943 par 8 autres Camarétois, car la plupart des hommes de Camaret étaient réquisitionnés pour travailler pour le compte des Allemands dans la base aéronavale de Poulmic où certains, soupçonnés d'avoir commis des attentats, jugeaient plus prudent de prendre le maquis, qui en juillet 1943 s'est installé à Coat-Quéinec et au moulin de Roc'h Hir, à la limite de Saint-Goazec et Spézet. D'autres les rejoignent peu après, comme Yves Le Page, réfractaire du STO et Hervé Laniel, tous deux de Pleyben, deux tchèques déserteurs de l'armée allemande, etc.
René Galand a écrit : « On envoya des équipes avec du plastic et des détonateurs pour détruire les lignes de chemin de fer et les ponts. (...) Nous avons erré de-ci de-là à travers le pays, des limites de Landeleau à celles de Pleyben et de Laz à Plonévez. C'est pendant la nuit que nous nous déplacions ».
Parmi les actions commises par ces maquisards, des "incendies de sensibilisation" qui visent des paysans accusés de collaboration : ainsi le 1er août 1943 plusieurs fermes sont brûlées à Bot Vegen en Plonévez-du-Faou, à Ker Morvan et à Ker Nevez en Saint-Goazec ; des meules de paille ou de foin sont également brûlées ; les résistants attaquent de la mairie de Plonévez-du-Faou le 3 août 1943, incendient un dépôt de fourrage de l'armée allemande à Guiscriff en septembre 1943 et attaquent le 27 novembre 1943 du château de Kervoazec qui appartenait alors au baron de Foucault, accusé de collaboration dans le but de le tuer (ce qui échoua). Ces actions sont décidées par des membres de ce maquis qui se sont érigés en "Tribunal de salut public" autoproclamé, composé de trois personnes : Daniel Trellu, Marcel Dufriche et Rosine Kersulec condamne à mort des personnes accusées de collaboration : Yann Bricler, militant quimpérois de l'Emsav, est tué à Locmaria, un quartier de Quimper, le 4 septembre 1943 ; Joseph Le Marchand, un inspecteur de police et Jean Trarieux, directeur départemental du STO, le 11 novembre 1943 à Quimper sont blessés lors de deux attentats survenus le même jour. Le 16 novembre 1943, Yves Kerhoas, de Saint-Goazec, militant du PNB et membre de la Selbstschutzpolizei, dont le père qui porte le même nom est un "koulak" local, est assassiné  à son tour lors d'un bal de noces à Plonévez-du-Faou. L'abbé Perrot est tué le 12 décembre 1943 à Scrignac par Jean Thépaut.
Alan Heusaff, qui habitait le manoir de Ménez-Kam, fut membre du Bezen Perrot.
Yves Bevin et Maurice Cam, ce dernier originaire de Pont-de-Buis, sont arrêtés au Fell en Spézet le 24 novembre 1943, emprisonnés à Quimper et fusillés le 21 avril 1944 en compagnie de 32 autres résistants sur la plage de Steir-Poulguen à Penmarc'h. Pourchassés par les Allemands, les autres maquisards se cachent pendant l'hiver 1943-1944 dans le bois de Conveau, à cheval sur les communes de Tréogan (Côtes-du-Nord) et Langonnet (Morbihan) dans les Montagnes Noires ; ils trouvent aussi refuge dans une maison isolée située à 1 km du bourg de Plévin (Côtes-du-Nord) sur la route de Paule. De là, ils mènent des expéditions punitives, rançonnant en particulier des personnes soupçonnées de collaboration. Le 21 janvier 1944, après avoir rançonné un notable du bourg de Plévin qui était un collaborateur notoire, sept maquisards font irruption dans le village de Gartulan en Plévin dans le but de trouver de l'argent et tuent deux paysans, Joseph Hourman et Corentin Mahé qui tentent de s'y opposer. Une opération de police consécutive à ces assassinats entraîna une dizaine d'arrestations ; trois des maquisards ayant participé à cette opération furent arrêtés, puis exécutés à Rennes le 19 mars 1944. Un procès tenu en 1947 entraîna pour ces deux crimes l'arrestation de deux autres personnes, qui furent condamnées à respectivement 15 et 10 ans de travaux forcés.
Ce maquis éclata au début de l'année 1944 en deux groupes, l'un, dirigé par Lucien Guenneau, restant dans le giron du Parti communiste clandestin, refusant désormais d'attaquer des cibles civiles, l'autre, "incontrôlé", comprenant notamment Jean Pennec, dit "Capo", Georges Saint-Cyr, Simon Vigouroux, Joseph Scotet et partisan d'actions beaucoup plus dures.
Le 9 juin 1944, Jean Guivarch est tué et André Le Mignon gravement blessé (il décéda quelques mois plus tard) par une patrouille de feldgendarmes de Châteaulin à l'entrée du bourg de Spézet.

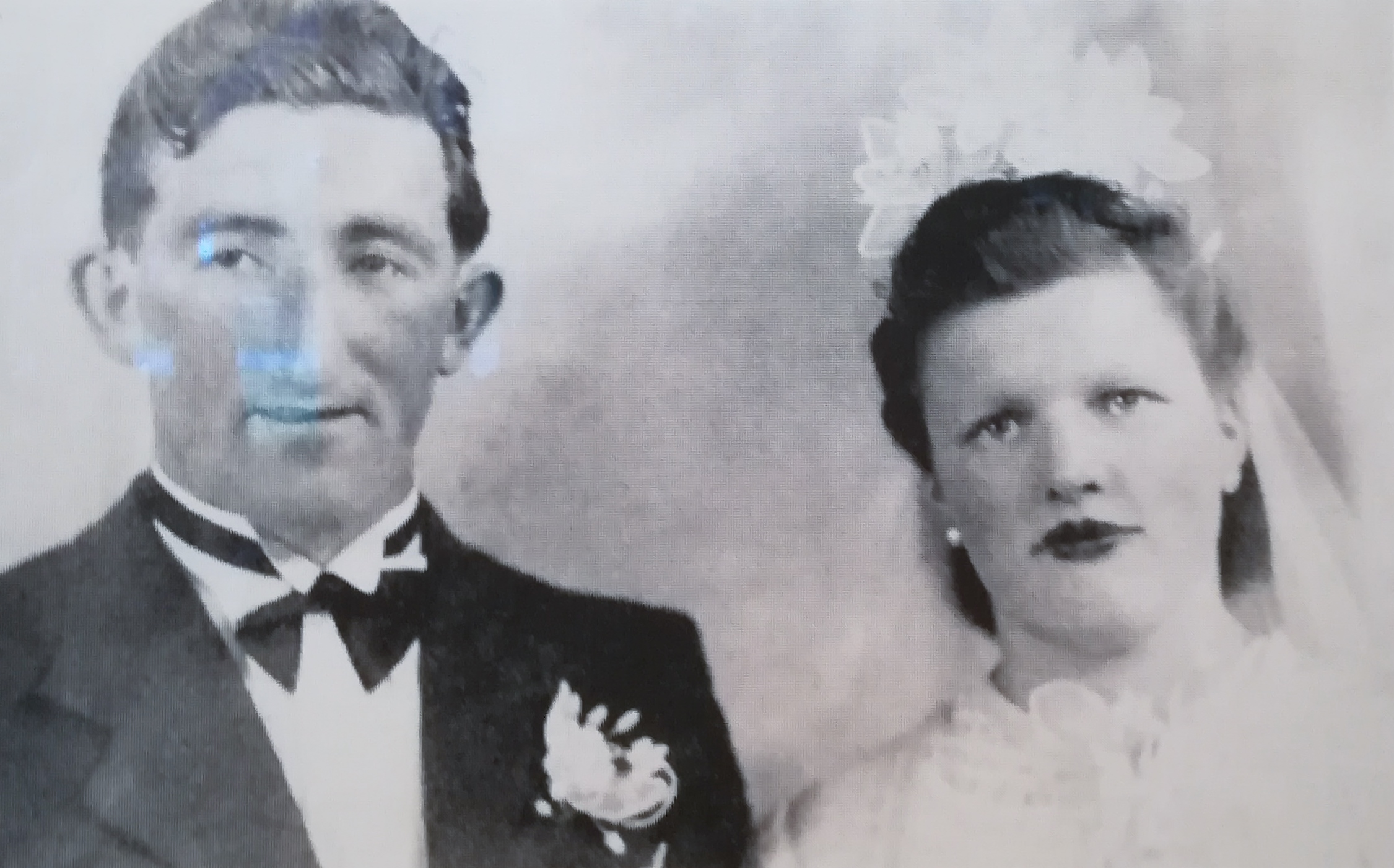
Michel Clech et Marie-Louise Le Goff le jour de leur mariage le 8 février 1944, peu avant leur arrestation par la Gestapo (photographie exposée au Musée de la Résistance en Bretagne de Saint-Marcel).

Le 24 juin 1944, onze résistants du maquis FTP de Spézet (Yves Bloas, Pierre Clech, Michel Clech, Jean-Marie Clech, Jacques Guéguen, Jean Guillou, Jean Jaouen, Louis Lollier, Jean Le Roux, tous dix de Spezet, et Jean Le Goff de Saint-Goazec) arrêtés à Spézet le 21 juin 1944, sont fusillés à Rozangat en Lanvénégen après avoir été condamnés à mort par une cour martiale allemande siégeant dans l'école Sainte-Barbe au Faouët. Marie-Louise Le Goff, épouse de Michel Clech, est affreusement torturée et restera infirme.
Dans la nuit du 8 au 9 juillet 1944, les maquisards de Saint-Goazec-Spézet réceptionnèrent trois parachutistes Jedburgh de l'équipe Giles (le capitaine français Le Bel, le capitaine américain Bernard Knox et le sergent opérateur radio anglais Gordon Track), chargés d'encadrer les résistants locaux, sous l'autorité du général Éon et de son adjoint le colonel Passy, parachutés à Kerien (entre Bourbriac et Saint-Nicolas-du-Pélem) dans la nuit du 4 au 5 août 1944 dans le cadre de la "mission Aloès" pour fédérer les actions des mouvements de résistance de Bretagne intérieure. André Chabas, dit "Dédé le Parisien", est tué le 4 août 1944 à Poulodron en Châteauneuf-du-Faou lors d'une embuscade tendue par des parachutistes allemands de la 2e division commandée par le général Ramcke.
D'autres maquis se sont constitués en Bretagne à la même époque, notamment les maquis des Montagnes Noires (dit aussi maquis du Bois de Conveau), le maquis de Bubry et Saint-Marcel dans le Morbihan et celui des cimes de Kerchouan en Saint-Bihy au début de 1944 dans les Côtes-du-Nord. Un monument érigé à Gourin porte la mention "À la mémoire des résistants des Montagnes Noires, victimes du nazisme" : 92 noms y sont inscrits. Une plaque commémorative a été apposée dans le hameau du Fell en Spézet en 1993 :"50e anniversaire FFI-FTPF. Hommage au premier maquis de Bretagne créé au printemps 1943 entre Spézet et Saint-Goazec".

#### L'après-seconde Guerre mondiale
Un soldat (Jean Bernard) originaire de Spézet a été tué pendant la Guerre d'Indochine et un (Yves Le Bloas) pendant la Guerre d'Algérie.
En 1961, 41 religieuses alors en vie étaient originaires de Spézet, et seulement 3 prêtres : les hommes avaient préféré l'Amérique ou la banlieue parisienne, où ils étaient devenus athées et souvent communistes.
Dans la décennie 1960, le manoir de Menez Kamm, alors assez délabré, ancienne propriété de la comtesse Vefa de Saint-Pierre (celle-ci le loue pour 38 ans et une somme symbolique), a accueilli les activités de l'Association bretonne de culture, créée par l'abbé Le Floc'h. En 1970, le manoir commence à être rénové à l'initiative de Yannig Baron qui, avec quelques autres, a le projet d'y installer un foyer culturel breton permaent. La première pièce de théâtre qui y est jouée est "Le Grand Valet" de Per-Jakez Hélias. « C'est à Menez Kamm que les Diaouled ar Menez sont nés, où le dessinateur Nono a fait sa première exposition, où Youenn Gwernig a donné son premier concert. On a reçu les Sœurs Goadec, Servat, Glenmor et Katell, Stivell, Gweltaz Ar Fur, Patrick Ewen, les Nanmedez et j'en passe » dit Yannig Baron. Mais le centre culturel de Ménez Kamm fait faillite en 1976.
Les graves incendies survenus en 1976 provoquent, à l'initiative du maire Roger Thomas, la création d'un centre de secours, destiné principalement à lutter contre les incendies.
Entre 1970 et 2013 la discothèque "Spot", dans le bourg de Spézet, draîne une importante clientèle de l'ensemble de la région.

#### Un fief de la "bretonnitude"
À chaque week-end de Pentecôte les associations culturelles bretonnes se réunissent à Spézet. La "Bank Broadel Breizh" émet alors des billets en lurs, dont le filigrane est l'hermine (le billet de 5 lurs est à l'effigie d'Anne de Bretagne ; celui de 10 lurs à l'effigie de Yann IV (dernier souverain breton ayant battu monnaie) ; celui de 20 lurs porte le portrait de Roparz Hémon et celui de 100 lurs celui de Sébastien ar Balp. Ainsi peut-on pendant quelques jours commercer et payer en breton. Cela fonctionna entre 1986 et 1999.

### LeXXIesiècle
En 2021 a ouvert une station-service à l'enseigne "Breizh Station", née de la collaboration entre la municipalité et une entreprise de la commune, Lollier Énergie, dans le but de revitaliser le bourg en favorisant les commerces locaux et d'apporter un service de proximité.
Le 5 avril 2022 le président de la République Emmanuel Macron est venu en visite à Spézet, dans le cadre de la campagne électorale, à quelques jours du premier tour. Sur la place de la Résistance, devant 600 personnes, il a prononcé un discours de 45 minutes avant d'échanger pendant deux heures avec le public.

## Politique et administration

### Jumelages
Roundwood (Irlande) depuis 1986
La commune de Spézet est jumelée avec Roundwood en Irlande depuis 1986, année de la signature de la charte.
Des échanges scolaires ont été organisés jusqu'en 2010, principalement pour les classes de 4e et 3e du collège de l'Aulne, à Spézet.
Fin 2009, la place Roundwood a été inaugurée, en même temps que le nouveau pôle de la « Maison bleue » a été présenté. La plaque a été dévoilée quelques mois plus tard en présence des jeunes Irlandais et de plusieurs acteurs incontournables de ce partenariat.
Parmi les évènements marquants de la relation entre Spézet et Roundwood, on compte le concert donné par les Chieftains dans la salle de la Crémaillère, en 1987, des échanges sportifs avec les Papillons bleus, ou encore la fête célébrant les 20 ans du jumelage en juillet 2006. En 2014, le bagad Osismi séjourne à Roundwood et se produit dans divers lieux du comté de Wicklow.

## Démographie
Selon Jean-Baptiste Ogée, en 1770 la paroisse comptait 2 400 habitants.
L'évolution du nombre d'habitants est connue à travers les recensements de la population effectués dans la commune depuis 1793. Pour les communes de moins de 10 000 habitants, une enquête de recensement portant sur toute la population est réalisée tous les cinq ans, les populations de référence des années intermédiaires étant quant à elles estimées par interpolation ou extrapolation. Pour la commune, le premier recensement exhaustif entrant dans le cadre du nouveau dispositif a été réalisé en 2004.

En 2022, la commune comptait 1 743 habitants, en évolution de −4,86 % par rapport à 2016 (Finistère : +2,16 %, France hors Mayotte : +2,11 %).
| 1793  | 1800  | 1806  | 1821  | 1831  | 1836  | 1841  | 1846  | 1851  |
| ----- | ----- | ----- | ----- | ----- | ----- | ----- | ----- | ----- |
| 2 531 | 2 559 | 2 703 | 2 987 | 2 631 | 2 793 | 2 797 | 2 782 | 2 958 |

| 1856  | 1861  | 1866  | 1872  | 1876  | 1881  | 1886  | 1891  | 1896  |
| ----- | ----- | ----- | ----- | ----- | ----- | ----- | ----- | ----- |
| 2 933 | 2 922 | 2 990 | 2 735 | 2 960 | 2 987 | 3 060 | 3 166 | 3 590 |

| 1901  | 1906  | 1911  | 1921  | 1926  | 1931  | 1936  | 1946  | 1954  |
| ----- | ----- | ----- | ----- | ----- | ----- | ----- | ----- | ----- |
| 3 701 | 3 899 | 4 095 | 3 997 | 3 913 | 3 736 | 3 662 | 3 345 | 2 871 |

| 1962  | 1968  | 1975  | 1982  | 1990  | 1999  | 2004  | 2006  | 2009  |
| ----- | ----- | ----- | ----- | ----- | ----- | ----- | ----- | ----- |
| 2 555 | 2 299 | 2 165 | 2 076 | 2 038 | 1 861 | 1 876 | 1 887 | 1 824 |

| 2014  | 2019  | 2022  | - | - | - | - | - | - |
| ----- | ----- | ----- | - | - | - | - | - | - |
| 1 798 | 1 758 | 1 743 | - | - | - | - | - | - |

Commentaire : Spézet a connu son pic démographique en 1911, la commune ayant gagné 1564 habitants entre 1793 et 1911 (+ 61,8 % en 118 ans), cette croissance étant particulièrement forte entre 1886 et 1911 (+ 1035 habitants en 25 ans). Par contre, depuis 1911, le déclin démographique est fort et constant, la commune ayant perdu 2297 habitants entre 1911 et 2014 (- 56 % en 103 ans), Spézet se retrouvant en 2014 nettement moins peuplée qu'en 1793 (- 733 habitants par rapport à cette date) en raison de la forte émigration survenue depuis la fin du XIXe siècle et commune à l'ensemble de cette région des Montagnes Noires.
La population de Spézet est désormais vieillie : en 2014, les 0 à 19 ans représentaient 20,2 % de la population totale, alors que les 65 ans et + en représentaient 28,0 %. En 2014, la commune possédait 877 résidences principales, 171 résidences secondaires (14,6 % du total des logements) et 126 logements vacants (10,7 % du total des logements) ; les logements étaient presque tous (1153 sur un total de 1174 logements) des maisons individuelles. Les constructions neuves ou récentes y sont rares (en 2014 seuls 121 logements dataient de la période 1991-2011, soit 14,0 % du nombre total des logements.
La population diminue lentement, à cause d'un solde démographique négatif, le taux de mortalité (14,4 pour mille entre 2009 et 2014) étant nettement supérieur au taux de natalité (8,6 pour mille entre 2009 et 2014) ; par contre l'exode rural a pour l'essentiel pris fin, le solde migratoire étant même légèrement positif ces dernières années (+ 0,3 à + 0,4 % l'an entre 1999 et 2014). Les décès sont nettement supérieurs aux naissances : entre 2007 et 2015, l'on comptabilise 231 décès domiciliés pour seulement 124 naissances domiciliées.

## Économie
- L'entreprise Coop Breizh, la plus importante maison d'édition et de production de musique de la région, produit et distribue de nombreuses œuvres liées à la culture bretonne.
- Société d'affûtage de l'Armor (SAFAR).

## Culture locale et patrimoine

### Lieux et monuments
- Chapelle Notre-Dame-du-Krann : elle est probablement antérieure à 1532, date souvent indiquée comme étant celle de sa fondation. C'est une des rares chapelles bretonnes à avoir conservé ses vitraux d'origine qui datent du milieu du XVIe siècle et sont célèbres pour cette raison[129] et la chapelle possède aussi des bas-reliefs et des retables) et son ossuaire ;

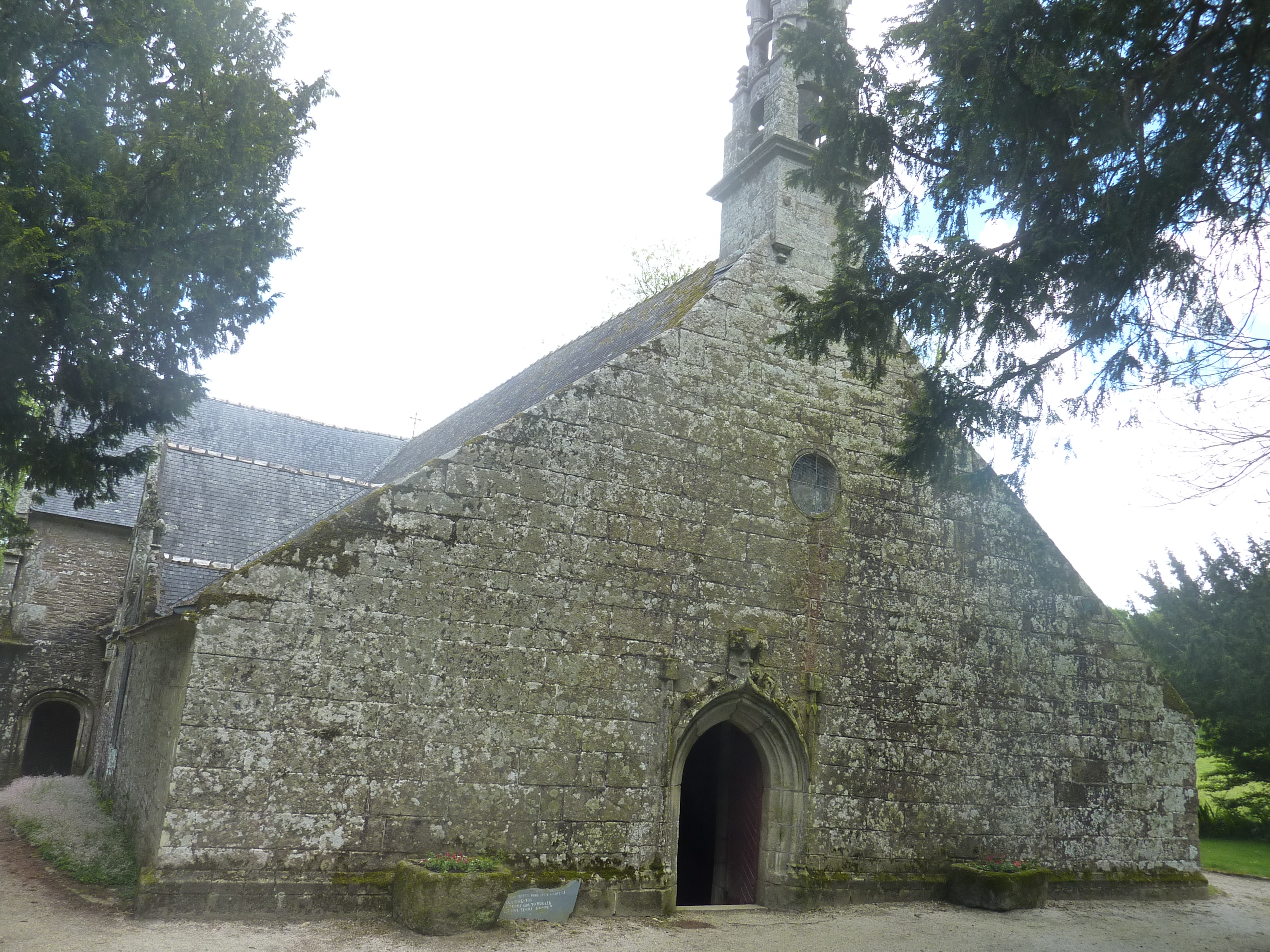
Chapelle Notre-Dame-du-Crann, la façade.
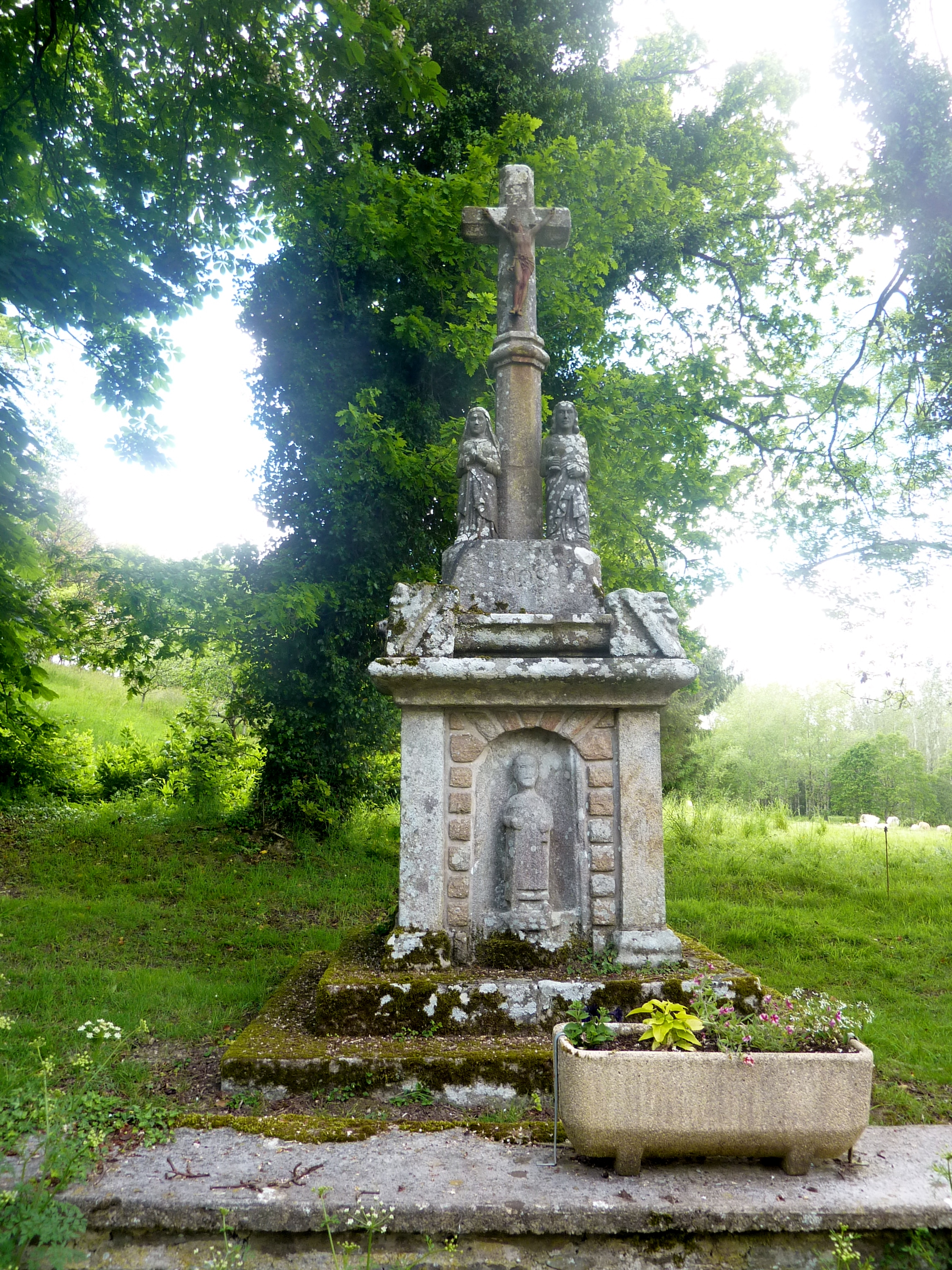
Calvaire près de la chapelle Notre-Dame-du-Crann.
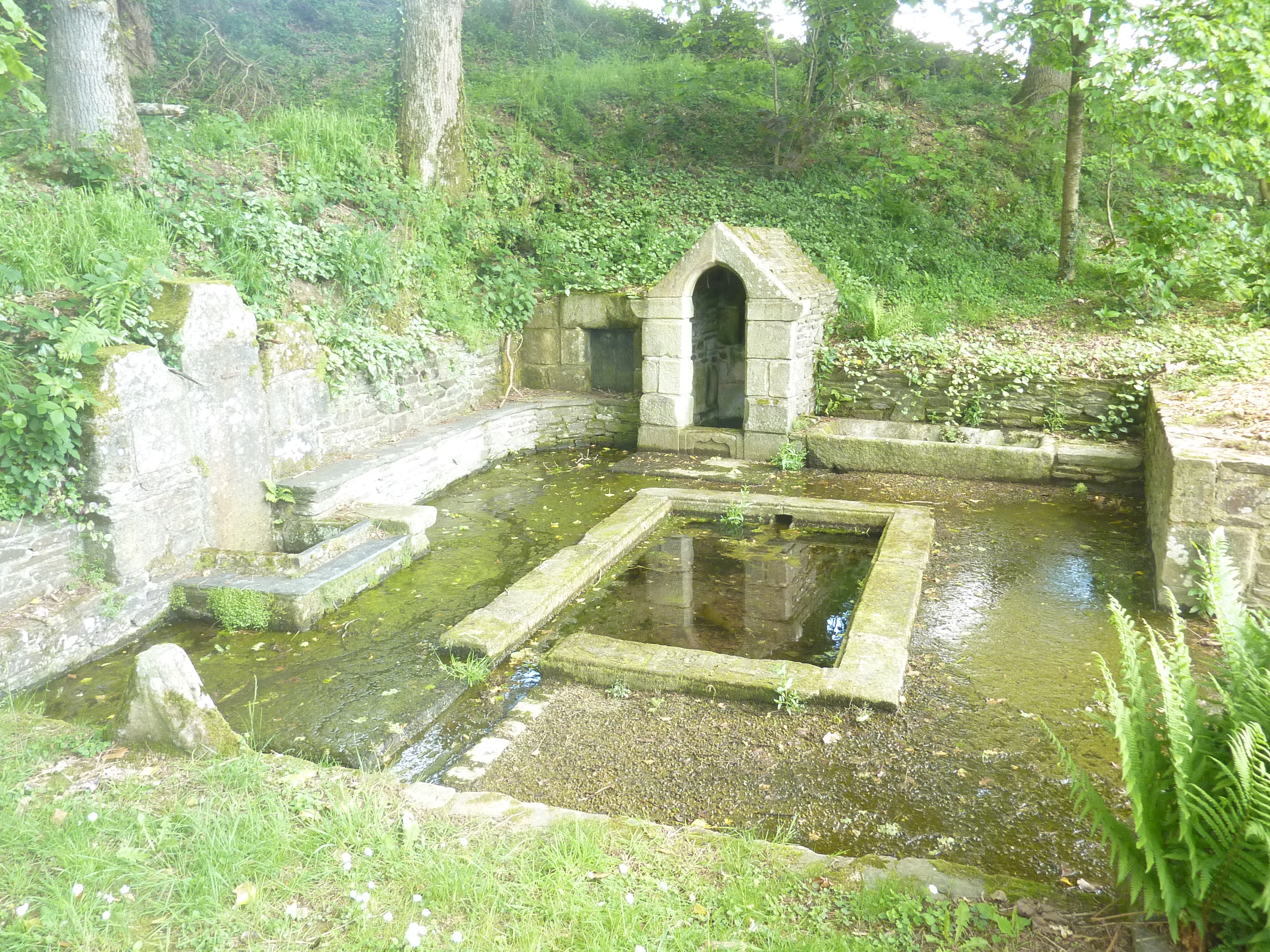
La fontaine à proximité de la chapelle Notre-Dame-du-Crann.
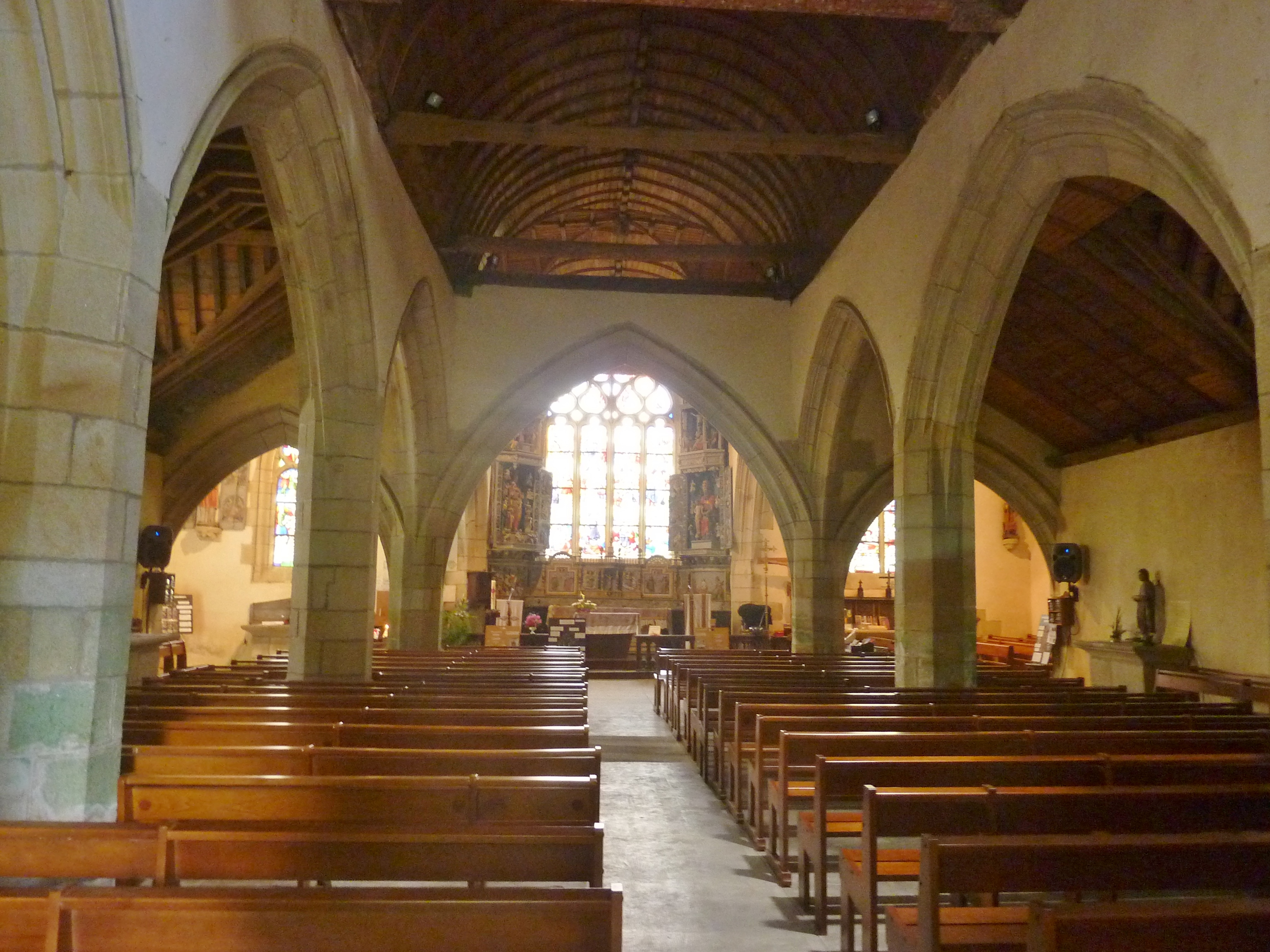
Chapelle Notre-Dame-du-Krann, la nef, vue d'ensemble.
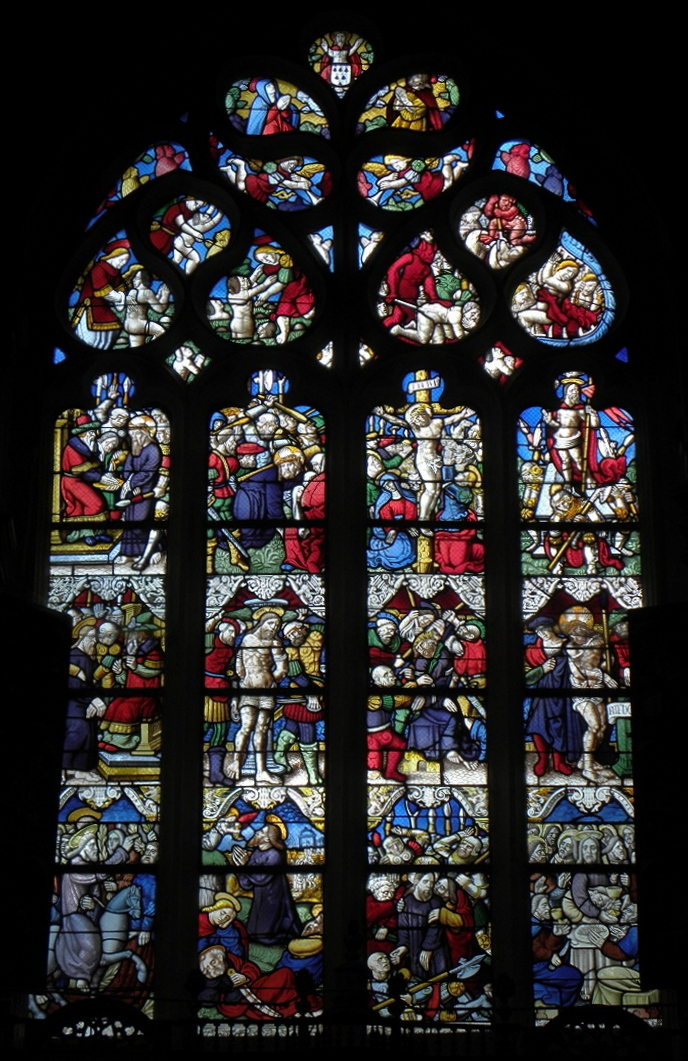
Chapelle Notre-Dame-du-Crann, maîtresse-vitre, vue d'ensemble.
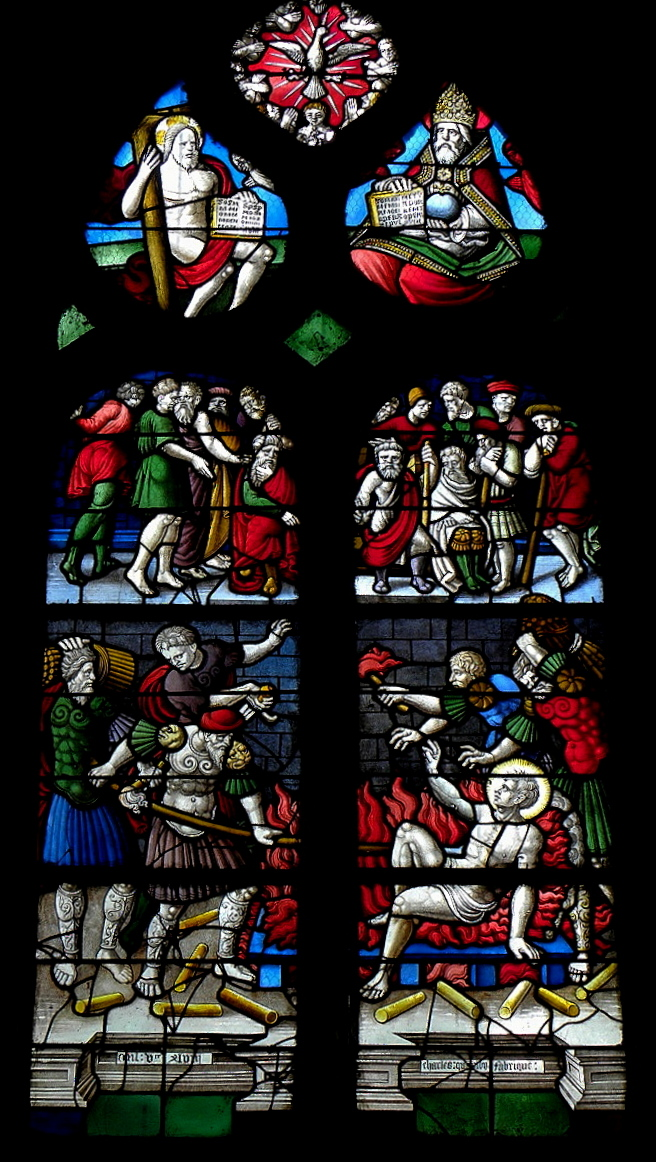
Chapelle Notre-Dame-du-Crann, verrière de Saint-Laurent, vue d'ensemble.
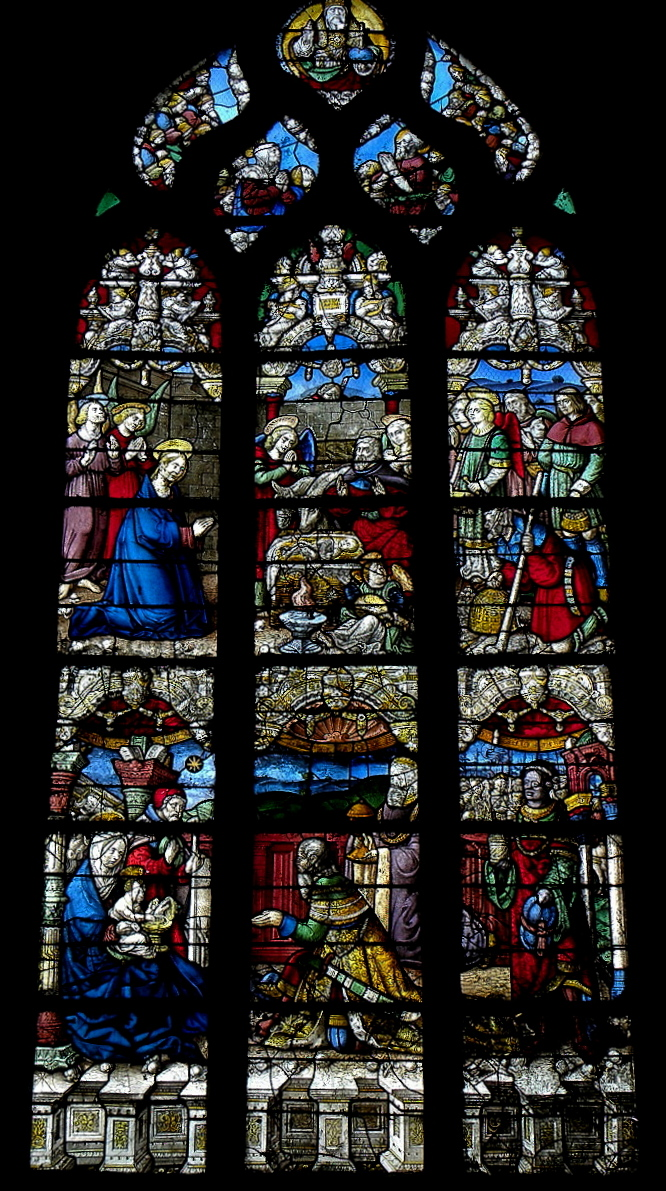
Chapelle Notre-Dame-du-Crann, verrière de l'enfance du Christ, vue d'ensemble.
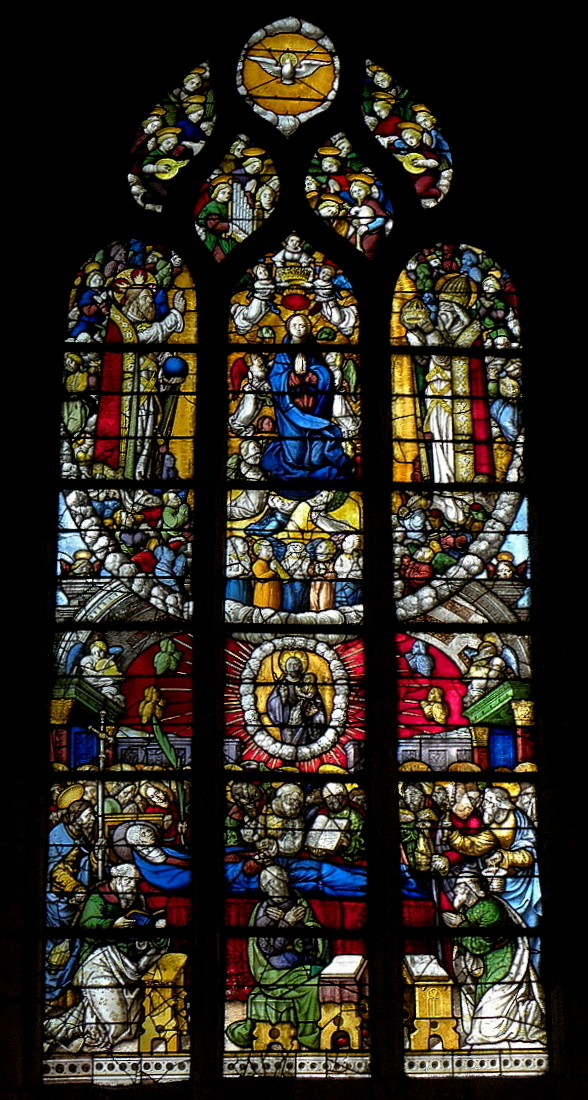
Chapelle Notre-Dame-du-Crann, verrière de la Dormition et du Couronnement de la Vierge, vue d'ensemble.
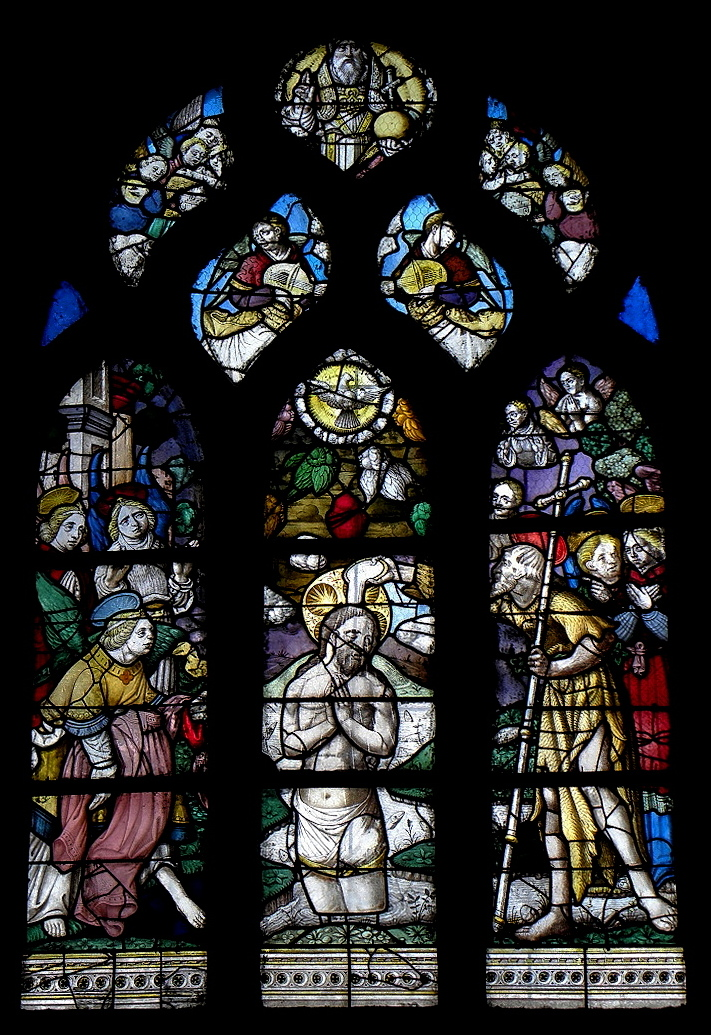
Chapelle Notre-Dame-du-Crann, verrière du Baptême du Christ, vue d'ensemble.
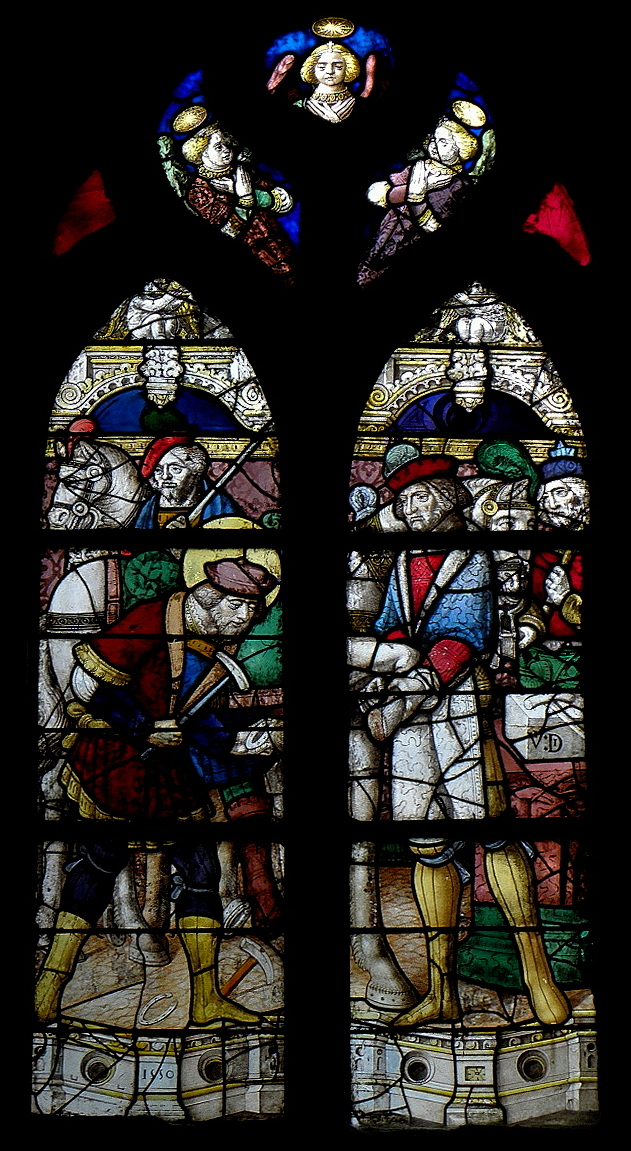
Chapelle Notre-Dame-du-Crann, verrière du miracle de Saint-Éloi, vue d'ensemble.
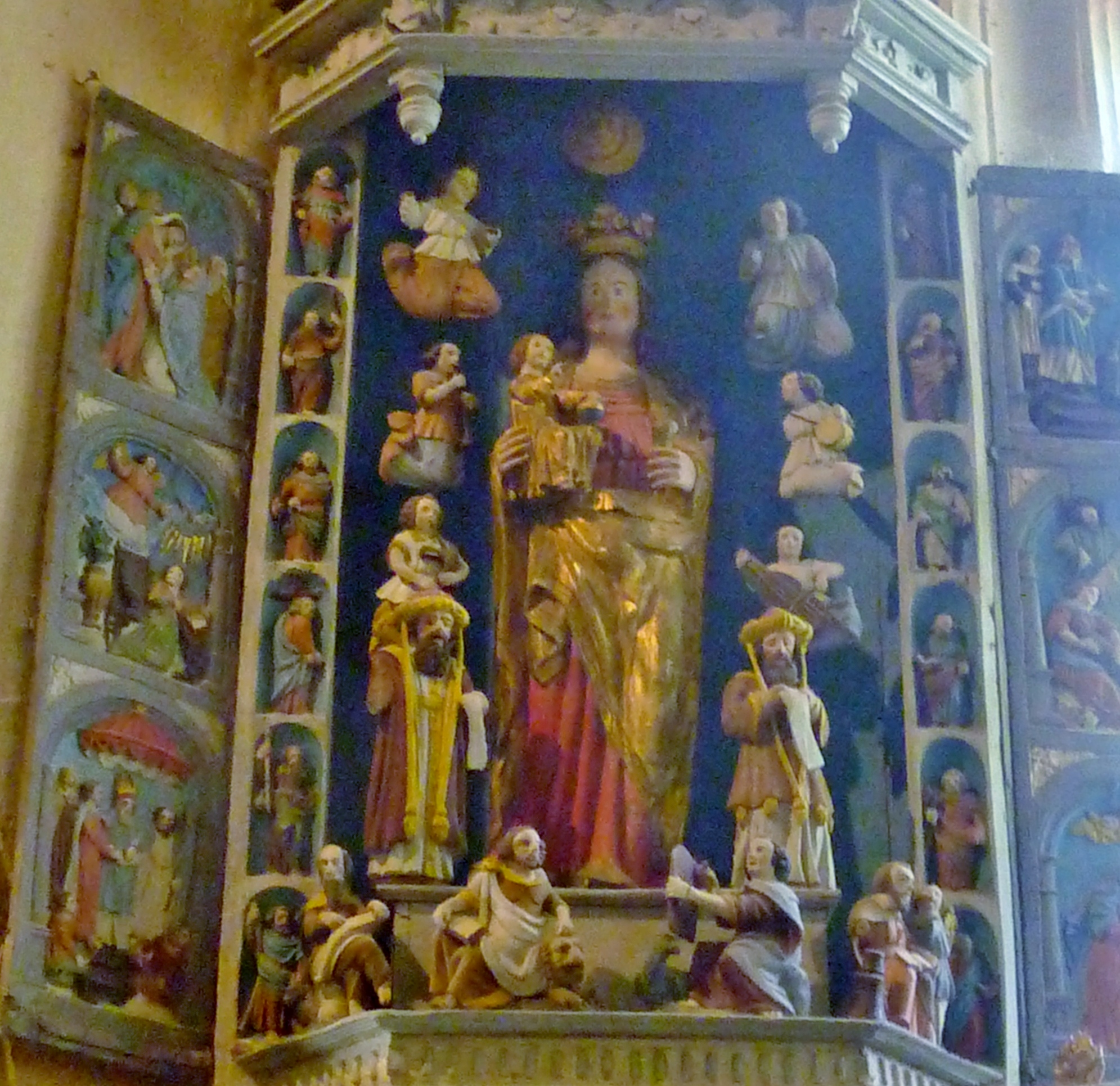
Chapelle Notre-Dame-du-Crann, retable de Notre-Dame.
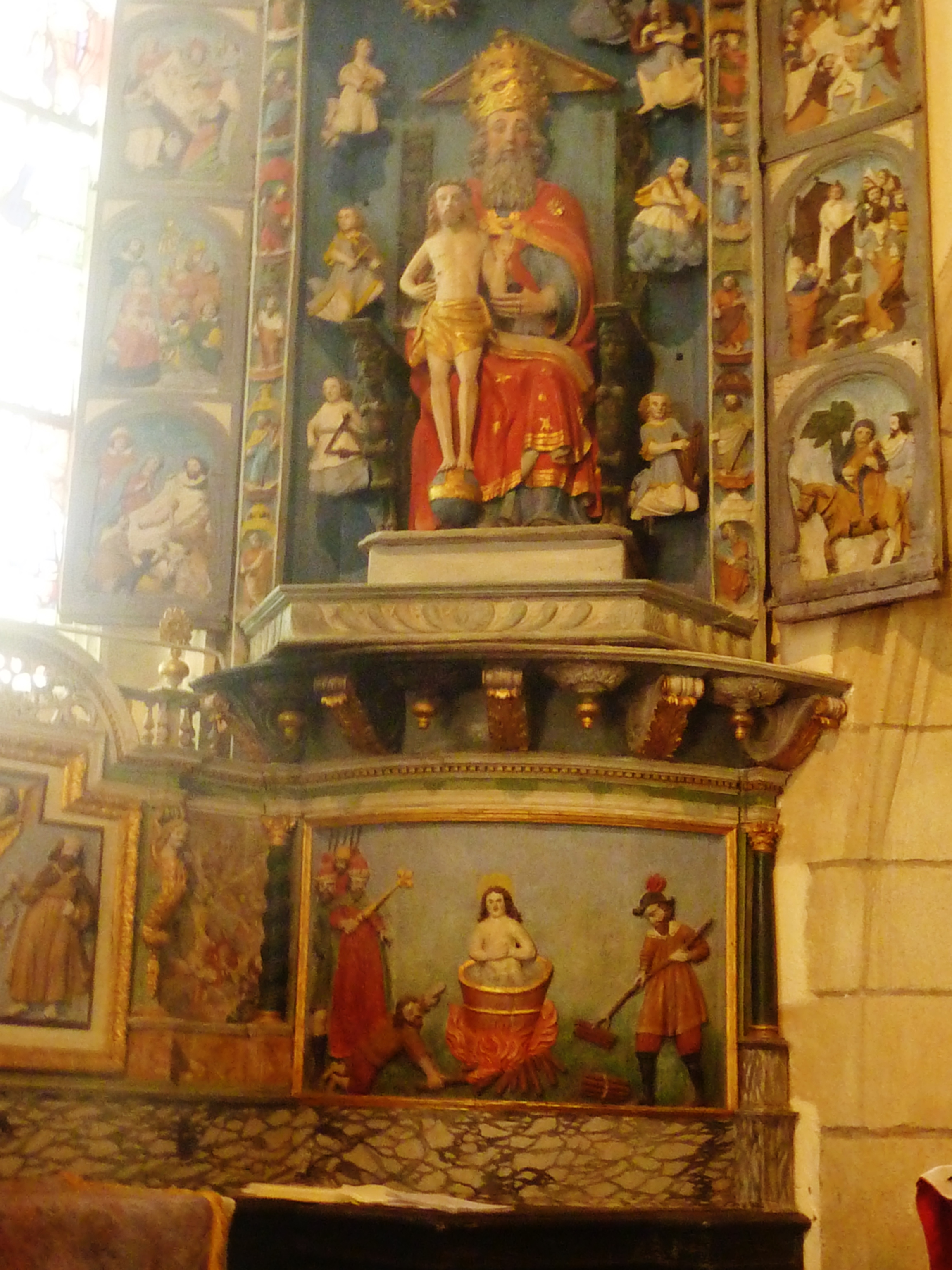
Chapelle Notre-Dame-du-Krann, retable de la Trinité.
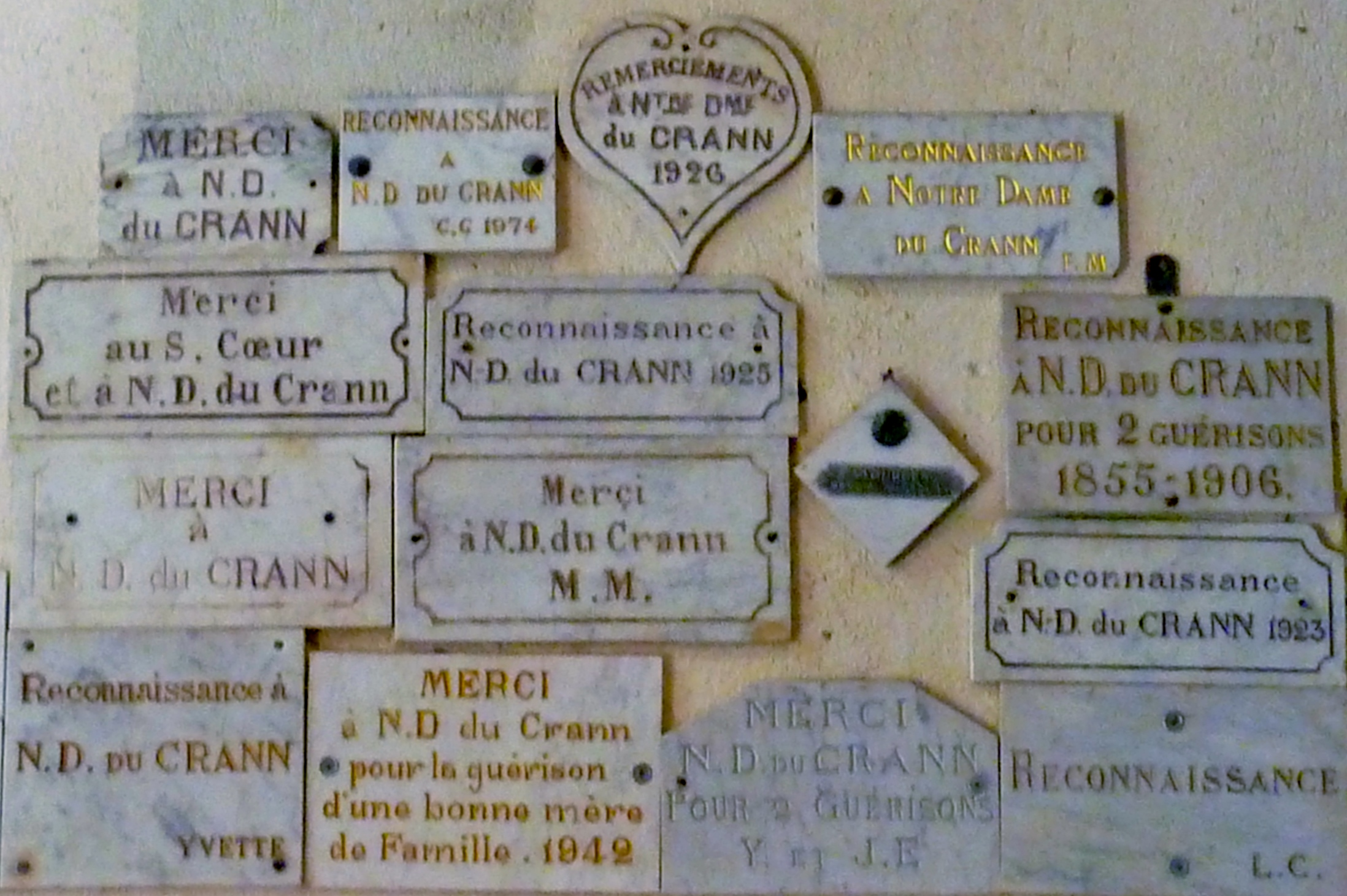
Ex-votos dans la chapelle Notre-Dame-du-Crann.

En 1830, le curé de Spézet refusa de vendre les vitraux de la chapelle que l'on voulait transférer à Paris. C'est l'une des rares chapelles bretonnes à avoir conservé intacts ses vitraux d'origine : la maîtresse-vitre comprend douze panneaux relatifs à la Passion, et au tympan est représenté le Jugement dernier ; les autres verrières représentent la Nativité (1546), le Baptême du Christ, la Dormition de la Vierge, le transport du corps de saint Jacques de Compostelle (1548), le Martyre de saint Laurent (1548) et un vitrail représente saint Laurent ferrant le pied coupé d'un cheval (ils sont l'œuvre de Vincent Desportes, peintre verrier à Châteauneuf-du-Faou en 1550).

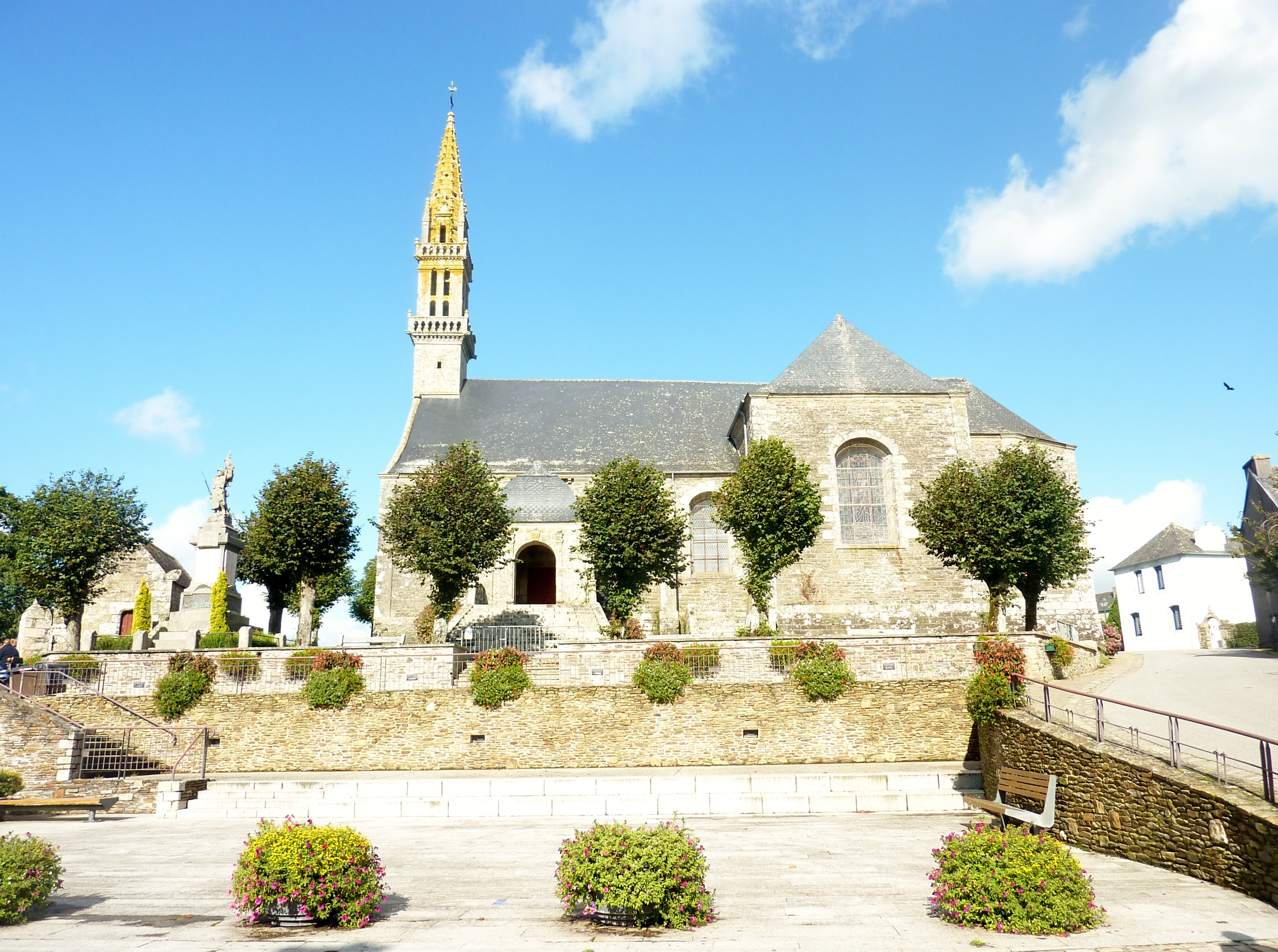
L'église paroissiale Saint-Pierre-et-Saint-Paul, vue extérieure d'ensemble.

- Chapelle de Kerlaviou (ou Kerhaliou), construite entre 1934 et 1936 avec les pierres d'anciennes chapelles ruinées[33]. Son pardon est organisé chaque année au mois d'août[131].
- Manoir de Menez Kamm (où vécut la journaliste et aventurière Vefa de Saint Pierre) ; ce fut aussi dans la décennie 1970 un lieu fréquenté par toute une génération de militants et de sympathisants du renouveau de la culture bretonne, où de nombreux artistes ont fait leurs débuts.
- Manoir de Toullaeron, situé à 279 m d'altitude, près du col de Toullaeron et entouré du bois de Toullaëron ; c'est un ancien relais de chasse construit au XIXe siècle[132].
- Manoir du Bois-Garin : ce manoir existait déjà au XVe siècle, mais fut victime d'un incendie en 1675 et reconstruit au début du XVIIIe siècle, acheté  par Jean-Baptiste Magon de La Giclais (1686-1764), vers 1750[133].
- Église paroissiale Saint-Pierre-et-Saint-Paul, consacrée en 1719[134] et son ossuaire ;
- Panorama du roc'h de Toullaeron ;
- Éperon rocheux de Kudel ;
- Alignement des menhirs du « Bois du Duc » ;
- Allée couverte de Kerbasked ;
- Les fontaines : la fontaine de Saint-Éloi (en fait elle honore saint Alor, ancien évêque de Cornouaille) est à proximité de la chapelle Notre-Dame-du-Krann ; celle de Saint-Adrien (Sant Rienen breton) à proximité de l'ancienne chapelle du même nom : ce saint était invoqué pour obtenir la guérison des maux de ventre chez les enfants[135] ;
- Le Jardin botanique des Montagnes Noires d'André Cozic, au village Ar Fell, est le seul jardin botanique de conifères en France.[réf. nécessaire]
- Le pont de l'ancienne ligne de chemin de fer du Réseau breton allant de Carhaix à Châteaulin à Pont-Triffen[136].

### Groupes culturels
- Brug Ar Menez (« Bruyère de la montagne ») : cercle celtique de Spézet, qui, en championnat, évolue en catégorie excellence, soit la plus haute, de la confédération Kenleur. Plusieurs fois championne de Bretagne, l'association est composée d'une trentaine de danseurs, une dizaine de musiciens, et dispense des cours à près de cinquante enfants et adolescents de Spézet et ses environs.
- Le bagad Osismi Speied, du nom du peuple des Osismes qui vivait dans un territoire correspondant plus ou moins à l'actuel Finistère, est créé en 2003. Il participe au Championnat national des bagadoù depuis 2006 et a accédé à la troisième catégorie en 2017, puis est redescendu en 4e à l'issue du championnat 2019. L'association compte environ vingt-cinq musiciens dans le groupe confirmé et forme plus de trente jeunes au fil des cours hebdomadaires. Chaque année, le groupe organise un fest-noz fin janvier, la « Faites de la montagne », qui est un concours de sonneurs de couple qualificatif pour le championnat de Bretagne des sonneurs, ainsi qu'un concert de Noël à l'église.

### Vie associative
Spézet se distingue par la présence de nombreuses associations actives et leur dynamisme.
Les Papillons bleus comptent plusieurs équipes de football masculines et féminines. On recense aussi un club de VTT, de gym, de yoga, de danse loisirs.
L'Association pour la sauvegarde du patrimoine spézétois organise régulièrement des expositions et entretient entre autres les vitraux de la chapelle du Krann.
C'est à Spézet qu'est hébergée l'école de musique intercommunale, Korn Boud, rassemblant près de 170 élèves du secteur. En 2021 a démarré un vaste chantier de restructuration des bâtiments où se déroulent les activités, à savoir d'anciens presbytères construits pour l'un au 16e siècle et pour l'autre au début du 20e siècle.

### Structures
- Le manoir de Menez Kamm qui est dans la années 1970 un haut lieu de la création culturelle bretonne.
- L'entreprise Coop Breizh, premier éditeur (livres), producteur musical (disques) et diffuseur en Bretagne, a son siège social, ses entrepôts et la quasi-totalité de ses 25 salariés dans la commune.
- Le pôle de la Maison bleue, au centre du bourg, regroupe la bibliothèque, l'office de tourisme, le musée du beurre, le point cyber et accueille des expositions.

### Divers
- Le groupe de rock breton Matmatah évoque Spézet dans une chanson qui figure sur leur album La Ouache (1998) intitulée Derrière ton dos.
- Dans la célèbre Suite sudarmoricaine, chanson paillarde popularisée par Alan Stivell dans les années 1970, l'action se déroule à Spézet, notamment lors du pardon.
- Le groupe Les Wampas commence son album Les Wampas font la gueule par une chanson intitulée Les Ravers de Spézet[137].

### Événements
Un « pardon au beurre » se déroule encore dans cette commune. Il est marqué par la fabrication de mottes de beurre particulièrement volumineuses sculptées à l'ancienne. Depuis quelques années, sous l'impulsion de Claire Arlaux, le Musée du beurre a ouvert ses portes sous la verrière de la Maison bleue récemment restaurée, en plein centre du bourg.

### Personnalités liées à la commune
- Eugène Hénaff (1904-1966), homme politique.
- Pierre Lohéac (1893-1964), homme politique.
- André Cloarec (1937-1998), coureur cycliste professionnel. Participation au tour de France de 1961. Ses parents sont nés à Spézet et demeuraient à Petit-Couronne (76). Licencié au club de l'Auto-Cycle-Sottevillais avec J. Anquetil.
- Didier Wampas (1962), auteur-compositeur-interprète français. Sa mère étant de Spézet, il y a passé plusieurs de ses vacances d'enfance. En 2003, son groupe Les Wampas y organise un concert gratuit. Une salle communale de Spézet porte le nom « Wampas ».
- Jean Boudehen (1939-1982). Ses parents sont de Spézet et demeuraient à Petit-Couronne. Médaille d'argent en canoë-kayak aux Jeux olympiques de Tokyo en 1964 et aussi champion du monde de descente en 1969 à Mâcon.

### Héraldique
| Blason de Spézet | Blason  | Coupé emmanché d'or à cinq mouchetures d'hermine de sable et de sable au lion léopardé d'or.. |
| Blason de Spézet | Détails | Le blason figure sur le site officiel de la commune.                                          |